# 2025年のテレビドラマ (日本)
- 2025年のテレビ (日本) > 2025年のテレビドラマ (日本)

2025年のテレビドラマでは、2025年に日本国内で放送される予定のテレビドラマについてまとめる。

## 主な動向

### 1月
- 1日 - 【警察・サスペンス・SP】テレビ朝日系で、人気ドラマ『相棒』の恒例元日スペシャル『相棒 season23 元日スペシャル 「最後の一日」』を放送（21時 - 23時15分）。杉下右京役の水谷豊、亀山薫役の寺脇康文を始め、今作は事件の鍵を握るニュースキャスター・桧山弘一役を髙嶋政伸が演じた他、原田龍二、藤本隆宏、高橋光臣、櫻井淳子、石丸謙二郎らが出演した[1][2]。
- 2日 - 【ホームドラマ・SP】TBS系で、野木亜紀子のオリジナル脚本により、神奈川県・鎌倉と韓国・釜山（プサン）を舞台に、両親と祖母を一気に亡くした三姉弟の人生模様を描いた『スロウトレイン』を放送（21時 - 23時15分）[3]。長女役を松たか子、次女役を多部未華子、長男役を松坂桃李がそれぞれ演じた他、星野源、チュ・ジョンヒョク、井浦新、リリー・フランキー、松本穂香、池谷のぶえ、飯塚悟志（東京03）らが出演[4][5]。
- 3日 - 【医療・SP】フジテレビ系で、2019年7月期及び2020年11月期に「月9」枠で放送され、さらに2回一夜限りのスペシャルドラマとして復活した上野樹里主演による『監察医 朝顔』のスペシャル版『監察医 朝顔 2025新春スペシャル』を放送（21時 - 23時30分）。時任三郎、風間俊介、山口智子、板尾創路（130R）、志田未来、森本慎太郎（SixTONES）らレギュラー陣も再集結した[6][7]。
- 4日
  - 【コメディ】東海テレビ制作・フジテレビ系「土ドラ」枠で、林真理子の小説[注 1]を原作として2021年4月期及び2022年10月期に同枠で放送され、大地真央がドケチで毒舌の美容外科医・中島ハルコ役を演じた『最高のオバハン 中島ハルコ』の第3弾作品となる『最高のオバハン 中島ハルコ〜マダム・イン・ちょこっとだけバンコク〜』を放送開始（全11話、 - 3月15日）。今回は日本の他、タイ・バンコク及びカンボジアでロケを敢行する。前2作に引き続き松本まりか、合田雅吏、蕨野友也、今野浩喜も出演[8][9]。
  - 【時代劇・SP】テレビ朝日系「テレビ朝日ドラマプレミアム」として、1978年から2003年まで12シリーズが放送され、2008年12月にはスペシャルドラマとして放送された松平健主演の人気時代劇『暴れん坊将軍』を17年ぶりに復活させ、『新・暴れん坊将軍』のタイトルで放送（21時 - 23時）[10]。今作は脚本を大森美香、監督を三池崇史が務めた[11][12]。共演に西畑大吾（なにわ男子）[13]、小澤征悦、藤間爽子、木村了、駒木根葵汰、内藤秀一郎、勝村政信、小野武彦、高島礼子、生瀬勝久、GACKTら[14][15]。
- 5日
  - （4日深夜）【ヒューマン】フジテレビで、日本と中国の両国で放送された『私たちの留学生活～日本での日々～』というドキュメンタリーシリーズを基に、1980年代後半に来日した主人公と中国人の留学生らが、「温かい出会いや経験」を通じ、成長していく、日本と中国の合作による『私たちの東京ストーリー』が関東ローカルで5夜連続にわたり放送[16]。
  - 【大河ドラマ】NHK大河ドラマ第64作として、江戸時代の出版人である蔦屋重三郎の生涯を描く『べらぼう〜蔦重栄華乃夢噺（つたじゅうえいがのゆめばなし）〜』を森下佳子の脚本[注 2]により放送開始（NHK総合・NHK BS・NHK BSプレミアム4K）主役の重三郎役を横浜流星が務める[17]。他に渡辺謙、染谷将太、宮沢氷魚、片岡愛之助、小芝風花、高橋克実、中村蒼、正名僕蔵、山路和弘、伊藤淳史、六平直政らが出演[18]。また、語りを綾瀬はるかが務める[19]。
  - 【家族・ヒューマン・中京広域圏】東海テレビにて、遠山絵梨香のオリジナル脚本により、愛知県江南市を舞台とした『ようこそ〜家族のかたち〜』が放送（16時 - 17時25分）[20]。主演はドラマ初主演となる瀬口黎弥（FANTASTICS）、共演に池田朱那、黒木瞳ら。
  - 【BS】NHK BS
    - 【時代劇】「BS時代劇」枠にて、過去に6度制作・放送された池波正太郎原作の『雲霧仁左衛門』シリーズ最終作となる『雲霧仁左衛門ファイナル』を放送開始（全8回、 - 2月23日）[21]。過去6作同様、主人公で稀代の盗賊・雲霧仁左衛門を中井貴一、雲霧の宿敵である安部式部役を國村隼がそれぞれ演じる。
    - 【ヒューマン】「プレミアムドラマ」枠で、源孝志の小説『わたしだけのアイリス』をテレビドラマ化した『TRUE COLORS』を放送開始（全9話、 - 3月2日）[22]。主演は倉科カナ、共演に毎熊克哉、滝藤賢一、要潤、名取裕子、石橋蓮司、渡辺謙ら。
- 6日 - 【復讐劇・不倫】テレビ東京系「ドラマプレミア23」枠1月期作品として、『財閥復讐〜兄嫁になった元嫁へ〜』を放送開始（全10話、 - 3月10日）[23]。主演は渡邊圭祐と瀧本美織。
- 7日
  - 【警察】NHK総合「ドラマ10」枠にて、黒丸の漫画『東京サラダボウル-国際捜査事件簿-』をテレビドラマ化した『東京サラダボウル』を放送開始（全9話、 - 3月4日）[24]。主演は奈緒と松田龍平。
  - 【恋愛・コメディ】関西テレビ制作・フジテレビ系「火ドラ★イレブン」枠1月期作品として、永瀬廉（King & Prince）が大手アパレルメーカー会長の孫で世間知らずの超ワガママ御曹司・天堂昴（てんどう・すばる）役を、また山下美月が苦労人であり超倹約家で昴の教育係を担当することになる花倉まどか役をそれぞれ演じる『御曹司に恋はムズすぎる』を放送開始（全12話、 - 3月25日）[25]。
  - 【恋愛・BS】BS-TBS（2K・4K）「火曜ドラマ9」枠で、キナミブンタの同名漫画をテレビドラマ化した『アリスさんちの囲炉裏端』を放送開始（全10話、 - 3月11日）[26]。主演は馬場ふみか。
- 8日（7日深夜）
  - 【ラブストーリー】日本テレビ系「ドラマDEEP」枠1月期作品として、櫻井音衣の小説『いきなり婚-目覚めたら人の妻?!-』をテレビドラマ化した『いきなり婚』を放送開始（全12話、 - 3月26日（25日深夜））[27]。主演は齊藤京子、共演に城田優ら。
  - 【ラブコメディ】テレビ東京系「ドラマチューズ!」枠1月期作品として、なかおもとこの同名漫画をテレビドラマ化した『マイ・ワンナイト・ルール』を放送開始（全8話、 - 2月26日（25日深夜））[28]。主演は足立梨花、共演に平岡祐太、中田青渚、木村了ら[29]。
- 9日
  - （8日深夜）
    - 【酒・紀行・BS】BSテレ東（2K・4K）木曜0時（水曜24時）枠で、新久千映の同名漫画を原作とし、武田梨奈が様々な酒場をさすらい、ひとり酒を楽しむOL・村崎ワカコ役を演じる『ワカコ酒』のSeason8を放送開始（全12話、 - 3月27日（26日深夜））。共演に前作から野添義弘、鎌苅健太、山田キヌヲ、しおつかこうへいらが続投する他、門間航が新たに加わる[30][31]。
    - 【ラブストーリー・コメディ】テレビ東京系「ドラマNEXT」枠にて、海石ともえの同名漫画をテレビドラマ化した『五十嵐夫妻は偽装他人』を放送開始（全12話、 - 3月27日（26日深夜））[32]。主演は新川優愛と塩野瑛久。
    - 【食・コメディ】テレビ東京「水ドラ25」枠にて16日（15日深夜）との2週連続で、桑野一弘による小説を原作とした『物産展の女〜宮崎編〜』を平祐奈と山口紗弥加のダブル主演により放送。物産展成功のために百貨店の食品バイヤーが宮崎県内をまわり、ご当地グルメの出店交渉を行なう。共演に杢代和人、奥野瑛太ら[33]。

  - 【コメディ】フジテレビ系「木曜劇場」枠1月期作品として、同局系の連続ドラマでは11年ぶりの主演となる香取慎吾が、不祥事を起こして最低の人間になるものの、政治家を目指す元テレビ局の報道マン役を演じる『日本一の最低男 ※私の家族はニセモノだった』を放送開始（全11話、 - 3月20日）[34][35]。共演に志尊淳[36]、冨永愛、向里祐香、安田顕（TEAM NACS）、共に子役の増田梨沙、千葉惣二朗ら[37][38]。同作品には前年12月6日に死去した中山美穂（俳優・歌手、54歳没）が第1話および第3話で保育園の園長役で出演したが、同局と遺族および所属事務所との協議の結果、出演部分は予定通り放送され[39][40]、第5話からは中山美穂が演じた園長の後任者という形で実妹の中山忍が同作に加入することとなった[41][42][43]。また第1話の最後には中山美穂を追悼するメッセージが放送された[44]。
  - 【金融・サスペンス】テレビ朝日系「木曜ドラマ」枠1月期作品として、小峯裕之のオリジナル脚本による『プライベートバンカー』を放送開始（全9話、 - 3月6日）[45]。主演は4年ぶりに地上波連続ドラマに出演する唐沢寿明で、富裕層相手の資産管理などを行なうプライベートバンカー・庵野甲一を演じる。共演に鈴木保奈美、上杉柊平、土屋アンナ、MEGUMI、安井順平、吉田ウーロン太、夏木マリ、橋爪功ら[46]。
  - 【恋愛・サスペンス】読売テレビ制作・日本テレビ系「木曜ドラマ」枠1月期作品として、大林利江子のオリジナル脚本による『私の知らない私』を放送開始（全11話、 - 3月20日）[47]。主演は連続ドラマ初単独主演となる小野花梨、共演に馬場ふみか、兵頭功海、小池徹平ら。
  - 【紀行・料理・ラブコメ・東京都】TOKYO MX「ドラマニア!」枠にて、出端祐大の同名キャンプ漫画を原作とした『ふたりソロキャンプ』を北川亜矢子の脚本、森崎ウィンと本田望結のダブル主演で放送開始（全8話、 - 2月27日）[48][49]。
- 10日（9日深夜）
  - 【旅・温泉・ファミリー】テレビ東京系「木ドラ24」枠1月期作品として、2023年7月期に「水ドラ25」枠で観月ありさ・吉沢悠主演により放送された『週末旅の極意〜夫婦ってそんな簡単じゃないもの〜』に続く第2弾作品として、家族をテーマとした『週末旅の極意2〜家族って近くにいて遠いもの〜』を同局の連続ドラマ初主演による石田ひかりにより放送開始（全8話、 - 2月28日（27日深夜））。共演に甲本雅裕、大原優乃、島村龍乃介ら[50]。
  - 【酒・近畿広域圏】読売テレビ「ドラマDiVE」枠1月期作品として、橘ケンチ・平沼紀久（企画原案）・タクミユウ（作画）の同名漫画をテレビドラマ化した『あらばしり』を放送開始（全12話、 - 3月28日（27日深夜））[51]。主演は藤原樹（THE RAMPAGE）。
- 11日
  - （10日深夜）テレビ東京系
    - 【ホラー・ファミリー】「ドラマ24」枠1月期作品として、きづきあきらとサトウナンキ原作の同名漫画をテレビドラマ化した『家政婦クロミは腐った家族を許さない』を放送開始（全12話、 - 3月29日（28日深夜））[52]。主演を関水渚が務め、共演に藤原紀香、高橋光臣、阿久津仁愛、大熊杏優ら[53]。
    - 【ヒューマン】「ドラマ25」枠1月期作品として、2011年の福島第一原子力発電所事故の避難指示の対象となった12市町村に実際に移住した人々を描いた『風のふく島』を放送開始（全12話、 - 3月29日（28日深夜））[注 3]。各話の主人公として青木柚、北乃きい、小西桜子、桜井ユキ、豊本明長（東京03）、三浦貴大、釘宮理恵らが出演する[54]。

  - 【医療・コメディ】日本テレビ系で、知念実希人の同名小説を原作に、2024年1月期に「水曜ドラマ」枠で川栄李奈主演で放送され人気を博した『となりのナースエイド』のスペシャル版『となりのナースエイドSP 2025』を放送（21時 - 22時54分）。今作は川栄演じる桜庭澪が看護師役と外科医役の“二刀流”に挑んだ。レギュラー版に引き続き高杉真宙、水野美紀、古田新太、小手伸也、織田梨沙らの他[55]、吉田鋼太郎、原菜乃華、渡辺真起子が出演[56]。
  - 【恋愛】テレビ朝日系「オシドラサタデー」枠1月期作品として、KUJIRAの同名漫画を原作とした『ホンノウスイッチ』を葵わかなとこれがドラマ初主演となる宮近海斗（Travis Japan）により放送開始（全10話、 - 3月15日）[57]。
  - 【訃報】1953年に日本ビクター（ビクター・レコード）より「さすらいの恋唄」で歌手としてデビューし、「弁天小僧」「踊子」などのヒット曲を発表。『NHK紅白歌合戦』には通算8回の出場を果たし、テレビドラマでは1959年に放送された朝日放送（現：朝日放送テレビ）制作の『流転』、1961年に放送されたTBS制作の『青年の樹』（原作：石原慎太郎〈2022年没〉）の同名主題歌をそれぞれ歌唱し、自らもフジテレビ系「月曜ドラマランド」にて1984年10月22日に放送された『意地悪ばあさん GO!GO!ハワイの巻』（原作：長谷川町子〈1992年没〉、主演：青島幸男〈2006年没〉）に俳優として出演した経歴を持つ歌手の三浦洸一（本名：桑田利康）がこの日、老衰のため死去（97歳没）。訃報は21日に日本歌手協会より公表された[58]。
- 12日
  - （11日深夜）【恋愛・大阪府・BS】テレビ大阪及びBSテレ東（2K・4K）「真夜中ドラマ」枠1月期作品として、足立紳の同名小説をテレビドラマ化した『それでも俺は、妻としたい』を放送開始（全12話、 - 3月30日（29日深夜））[59]。主演は風間俊介とMEGUMI。
  - 【SF・コメディ】日本テレビ系「日曜ドラマ」枠1月期作品として、バカリズムの脚本により、民放の連続ドラマ初主演となる市川実日子が、突如現れた宇宙人に仕事や私生活の悩みの解決をお願いするシングルマザー役を演じる『ホットスポット』を放送開始（全10話、 - 3月16日）[60][61]。共演に角田晃広（東京03）、鈴木杏、平岩紙[62]、夏帆、田中直樹（ココリコ）、野呂佳代、坂井真紀ら[63][64][65]。
  - 【ラブストーリー・サスペンス】朝日放送テレビ制作・テレビ朝日系「日曜22時」枠1月期作品として、山岡潤平のオリジナル脚本により「愛と嘘が絡み合う」ストーリーが展開される『フォレスト』を放送開始（全8話、 - 3月2日）[66]。主演は比嘉愛未と岩田剛典、共演に松田美由紀、ファーストサマーウイカ、中川大輔、水野美紀、堀部圭亮、ふせえりら[67]。
- 13日 - 【消防・救命・ヒューマン】フジテレビ系「月9」枠1月期作品として、横浜市消防局の全面協力により、同枠かつゴールデン帯のドラマには初主演となる清野菜名が新人消防指令管制員役を演じる『119エマージェンシーコール』を放送開始（全11話、 - 3月31日。初回は30分拡大で放送[注 4]）。共演に瀬戸康史[69][70]、見上愛、一ノ瀬颯、前原滉ら[71]。
- 14日
  - 【コメディ】テレビ朝日系「火曜21時」枠1月期作品として、松岡昌宏（TOKIO）が女装した家政夫・三田園薫に扮し、派遣先の家庭で起こった問題を解決する人気ドラマ『家政夫のミタゾノ』の第7シリーズを放送開始（全9話、 - 3月11日）。今回は新人家政婦役を久間田琳加が演じる他、伊野尾慧（Hey! Say! JUMP）、余貴美子、平田敦子、しゅはまはるみらレギュラー陣も引き続き出演[72][73][74]。さらに同作でも前年12月6日に死去した中山美穂がウェブライター役で第1話に出演した他[75]、吉田栄作、竹中直人、藤真利子、山下容莉枝らがゲスト出演した[76]。
  - TBS系
    - 【医療】「火曜ドラマ」枠1月期作品として、水谷緑の同名コミックエッセイなどを原作に、同局の連続ドラマには10年ぶりの主演となる芳根京子が医師1年目の研修医役を演じる『まどか26歳、研修医やってます!』を放送開始（全10話、 - 3月18日）。共演に鈴木伸之、大西流星（なにわ男子）、髙橋ひかる[77]、佐藤隆太、木村多江、奥田瑛二、板倉俊之（インパルス）ら[78][79]。
    - 【復讐劇・関東広域圏】「ドラマストリーム」枠で、『地獄の果てまで連れていく』を放送開始（全11話、 - 3月25日）[80]。主演は同局系ドラマ初主演となる佐々木希、共演に渋谷凪咲ら。

  - 【訃報】府立城東工業高校卒業後に関西芸術座に入り、本名の斎穏寺忠雄名義で舞台俳優としてデビューし、その後には芸名を西園寺宏及び西園寺章雄と改めて長く活動。テレビドラマでは『明智探偵事務所』（1972年、NHK、斎穏寺忠雄名義）でレギュラー出演したのをはじめ、主に時代劇などを中心に数多くの作品に出演、また舞台演出や日本ナレーション演技研究所での後進育成などにも携わっていた俳優の西園寺章雄（本名及び旧芸名：斎穏寺忠雄、旧芸名：西園寺宏）がこの日、病気のため死去（77歳没）。訃報は16日に所属事務所のエムシー企画より公表された[81][82]。
- 15日
  - 【ミステリー】フジテレビ系「水10」枠の1月期作品として、大倉崇裕の同名小説をテレビドラマ化した『問題物件』を放送開始（全11話、 - 3月26日）[83]。主演は同局系連続ドラマ初主演となる上川隆也、共演に内田理央、宮世琉弥（みやせ・りゅうび）、船越英一郎、浜野謙太、本多力ら[84][85]。
  - 【恋愛・BS】BS松竹東急「水曜ドラマ23」枠1月期作品および最終作として、斎創の同名漫画を原作とし、テレビアニメ化[注 5]もされた『うちの会社の小さい先輩の話』を放送開始（全11話、 - 3月26日）。主演はテレビドラマ初主演となる十味[86]、共演に瀧澤翼、鈴木康介、雪見みと、植村颯太ら[87]。
- 16日（15日深夜） - 【食】中京テレビ制作・日本テレビ系「水曜プラチナイト・0時29分」枠で、前年1月期に中京広域圏ローカルで志田彩良と伊武雅刀のダブル主演で放送した『こんなところで裏切り飯』の第2シリーズ『こんなところで裏切り飯 〜嵐を呼ぶ七人の役員〜』を全国30局ネット[注 6]に拡大して放送開始（全10話、 - 3月20日（19日深夜））。また今回から前田拳太郎が新たに加わる[88][89]。
- 17日 - 【法曹界】テレビ東京系「ドラマ9」枠1月期作品として、戸田山雅司のオリジナル脚本により、上白石萌音が天才女流棋士から新人弁護士に転身する役を演じる『法廷のドラゴン』を放送開始（全8話、 - 3月7日、初回は10分拡大で放送）。共演に高杉真宙[90][91]、白石麻衣、和久井映見、田辺誠一、小林聡美ら[92]。
- 18日
  - 【法曹界・恋愛】日本テレビ系「土ドラ10」枠1月期作品および最終作として、同局の連続ドラマには初主演となる川口春奈が弁護士の先輩役、松村北斗（SixTONES）が弁護士の後輩役をそれぞれ演じ、恋愛トラブル裁判を扱っていくうちに恋が芽生えていく『アンサンブル』を放送開始（全10話、 - 3月22日）[93]。
  - 【訃報】1953年にテイチクレコードの歌手採用試験に合格し、「黒田春雄」の芸名で「裏街ながし唄」で歌手デビューするも、路線の食い違いで会社側と揉め、一時テイチクを離れて流しの歌手をした後、森繁久彌（2009年没）率いる森繁劇団の舞台に立った後、1959年にトリオ・ロス・パンチョスの日本公演の前座を務めたことを契機に芸名を「アイ・ジョージ」と改めてジャズ・ラテンミュージック歌手としてテイチクと再契約して再デビュー。これ以後は「硝子のジョニー」や「赤いグラス」[注 7]などのヒットを飛ばし、『NHK紅白歌合戦』には1960年の第11回から1971年の第22回まで12回連続出場、日本のラテンミュージックの第一人者としてその名を知られ、また俳優としても活躍し、テレビドラマでは1982年のテレビ朝日系（朝日放送制作）『必殺シリーズ10周年記念スペシャル 仕事人大集合』に悪党の黒幕「セクンデ」役で出演した経歴を持つ歌手のアイ・ジョージ（本名：石松譲治）がこの日、心筋梗塞のため自宅で死去（91歳没）。訃報は週刊誌の取材により1月20日に判明していたが、2月20日になり正式な死没日及び死因が報道された[94][95][96]。
- 19日 - 【教育】TBS系「日曜劇場」枠1月期作品として、詩森ろばのオリジナル脚本により、松坂桃李が私立高校に派遣され教壇に立つ文部科学省官僚役を演じる『御上先生（みかみせんせい）』を放送開始（全10話、 - 3月23日。初回及び最終回は25分拡大で放送）。共演に吉岡里帆、迫田孝也、臼田あさ美、櫻井海音、林泰文、及川光博、常盤貴子、北村一輝ら[97][98]。また、生徒役として奥平大兼、蒔田彩珠、窪塚愛流、吉柳咲良、髙石あかり、山下幸輝、影山優佳、永瀬莉子、安斉星来、矢吹奈子、花岡すみれらが出演[99]。
- 20日
  - （19日深夜）【ラブストーリー・近畿広域圏】朝日放送テレビ「ドラマL」枠1月期作品として、松本千秋の同名漫画を原作とし、ヒコロヒーが脚本を手掛ける『トーキョーカモフラージュアワー』を放送開始（全10話、 - 3月24日（23日深夜））[100]。主演は松倉海斗（Travis Japan）。
  - 【帯・ヒューマン】NHK総合「夜ドラ」枠で、賀十つばさの同名小説をテレビドラマ化した『バニラな毎日』を放送開始（全32話、 - 3月13日）[101]。主演は蓮佛美沙子、共演に永作博美、木戸大聖ら。
  - 【サスペンス】関西テレビ制作・フジテレビ系「月10」枠1月期作品として、清水玲子の漫画で、過去に2008年4月 - 9月に日本テレビでアニメ化[注 8]、2016年8月には実写映画化[注 9]もされている『秘密〜THE TOP SECRET〜』を放送開始（全11話、 - 4月7日）[102]。佐藤嗣麻子が脚本を手掛け、板垣李光人と中島裕翔（Hey! Say! JUMP）がダブル主演を務める[103]。共演に門脇麦、國村隼、高橋努ら[102][104]。
- 21日 - 【刑事】フジテレビ系「火9」枠1月期作品として、高橋悠也のオリジナル脚本による『アイシー〜瞬間記憶捜査・柊班〜』を波瑠の主演により放送開始（全10話、 - 3月25日、初回は15分拡大で放送）[105]。
- 23日（22日深夜） - 【グルメ】テレビ東京「水ドラ25」枠1月期作品として、オリジナル脚本により、高校時代の旧友の2人が主人公を務める『晩餐ブルース』を井之脇海と金子大地のダブル主演により放送開始（全10話、 - 3月27日（26日深夜））[106][107]。
- 24日
  - 【ラブストーリー】テレビ朝日系「金曜ナイトドラマ」枠1月期作品として、同局のバラエティ番組『あざとくて何が悪いの?』と融合した『僕のあざとい元カノ from あざとくて何が悪いの?』を放送開始（全7話、 - 3月7日）[108][109]。ドラマパートの主演は藤原丈一郎（なにわ男子）、加藤史帆、谷まりあ。また、『あざとくて何が悪いの?』司会の山里亮太（南海キャンディーズ）と鈴木愛理も出演する。
  - 【サスペンス】TBS系「金曜ドラマ」枠1月期作品として、浅見理都の同名漫画を原作とした『クジャクのダンス、誰が見た?』を金沢知樹の脚本、またサスペンスドラマ初主演となる広瀬すずにより放送開始（全10話、 - 3月28日）。共演に松山ケンイチ、リリー・フランキーら[110][111][112][113]。
- 25日 - 【ヒューマン・ミステリー】日本テレビ系「土ドラ9」枠1月期作品および最終作として、西荻弓絵原作、幾田羊作画の同名漫画をテレビドラマ化した『相続探偵』を赤楚衛二の主演で放送開始（全10話、 - 3月29日）[114][115]。共演に桜田ひより、矢本悠馬[116]、加藤雅也、渋川清彦、三浦貴大、落合モトキ、石井正則ら[117]。
- 29日 - 【訃報】俳優の下條正巳（2004年没）・田上嘉子（2007年没）夫妻の子息として誕生し、少年時代にNHKのクイズ番組『私の秘密』に出演した経歴を持ち、その後1969年にNHK連続テレビ小説第9作『信子とおばあちゃん』にて俳優としてデビューした後にはTBS系『風の中のあいつ』など数々の作品に出演、また声優やナレーターなどでも幅広い活動を展開した下條アトム（本名同じ）がこの日、東京都内の病院で死去（78歳没）。訃報は2月13日に所属事務所のトム・プロジェクトより発表され、その中で2023年に急性硬膜下血腫で倒れ、闘病生活を送っていたことも明らかにされた[118][119]。

### 2月
- 1日 - 【獣医学】NHK総合「土曜ドラマ」枠にて、藤岡陽子の同名小説をテレビドラマ化した『リラの花咲くけものみち』を放送開始（全3話、 - 2月15日）[120]。主演は山田杏奈、共演に當真あみ、萩原利久、甲本雅裕、石橋静河、風吹ジュンら。
- 16日 - 【特撮】テレビ朝日系・東映制作の老舗特撮シリーズ「スーパー戦隊シリーズ」第49作にして50周年記念作品[注 10]となる、『ナンバーワン戦隊ゴジュウジャー』を放送開始（ - 2026年予定）。子供たちに人気の獣（けもの）をモチーフとし、本作で初めてメインライターを務める井上亜樹子は祖父の伊上勝（1991年没）、父の井上敏樹に続いて一家3代に渡って特撮作品のメインライターを務める[121]。
- 17日 - 【訃報】2018年10月期及び2019年10月期にテレビ大阪・BSテレ東（2K・4K）「真夜中ドラマ」枠で須賀健太と渡辺裕之（2022年没）が親子役に扮して放送された『江戸前の旬』の共同原作者[注 11]だった漫画家の九十九森がこの日死去（没年齢不詳）。訃報は2日後の19日に作品を掲載していた日本文芸社『週刊漫画ゴラク』の公式サイトで公表された[122]。
- 19日（18日深夜） - 【ラブストーリー・近畿広域圏・関東広域圏】毎日放送・TBS「ドラマイズム」枠にて、手塚治虫の同名漫画をテレビドラマ化した『アポロの歌』を放送開始（全7話、 - 4月2日（1日深夜））[123]。主演は佐藤勝利（timelesz）と髙石あかり。
- 23日 - 【ヒューマン・BS】WOWOWプライム「連続ドラマW」枠にて、白尾悠の同名小説をテレビドラマ化した『ゴールドサンセット』を放送開始（全6話、 - 3月30日）[124]。主演は内野聖陽。
- 26日 - 【訃報】映画評論家やラジオパーソナリティとして活動する傍ら、女優として「国弘洋右子」名義で1988年3月にTBS系「東芝日曜劇場」枠で放送された『ふたり』（長山藍子・綿引勝彦（2020年没）主演）[125]に出演した経歴を持つ国弘よう子がこの日死去（没年齢不詳）。訃報は3月4日にインターネットラジオ「Blue-Radio.com」を運営するライトリンク・ミュージックから公表された[126][127]。
- 28日 - 【訃報】聖心女子大学在学中の1951年に同人誌にて小説『裾野』を発表して作家となり、大学時代から知己を得ていた詩人の阪田寛夫（2005年没）の伝手で朝日放送の番組にコント脚本を投稿するなどした後に本格的に小説家として活動、1959年にNHK総合でドラマ化された『春宵』（脚本も担当）を始め、1974年には自身の作品『誰のために愛するか』（NET、主演：島田陽子〈2022年没〉）や『二十一歳の父』（TBS、主演：島かおり・大和田獏）が相次いでテレビドラマ化されるなど数々の作品が映像化されたことでも知られた小説家の曽野綾子（本名：三浦知壽子）がこの日、老衰のため東京都内の病院で死去（93歳没）[128]。訃報は3月4日に明らかにされた。

### 3月
- 1日・8日 - 【ヒューマン・音楽】NHK総合「土曜ドラマ」枠にて、作曲家・岩代太郎の企画案をもとに、東日本大震災で妻と娘が行方不明となったタクシー運転手の主人公が、乗客の女子高生や音楽仲間とともに、町にささやかな奇跡を起こす姿を描く『水平線のうた』を2週にわたり放送[129]。主演は阿部寛、共演に白鳥玉季、松下奈緒、加藤登紀子ら。
- 5日（4日深夜） - 【ヒューマン】テレビ東京系「ドラマチューズ!」枠にて、ムード歌謡コーラスグループ・純烈が主演を務める『今夜は…純烈』を放送開始（全4話、 - 3月26日（25日深夜））[130]。
- 7日（6日深夜） - 【グルメ・スポーツ】テレビ東京系「木ドラ24」枠で、同局で2020年より放送している『絶メシロード』シリーズの新作として、Jリーグによる全面協力のもとで、同リーグの魅力を伝える『絶メシロード 開幕編』を放送。濱津隆之扮する主人公の須田民生が、清水エスパルスのサポーターと出会い、そこで「心の交流戦」が綴られていくというもの[131]。
- 8日 - 【SP・人物】テレビ朝日系「テレビ朝日ドラマプレミアム」で、山崎豊子（2013年没）の生誕100年記念作品として、吉本興業創業者である吉本せい（1950年没）をモデルとして著した小説『花のれん』（第39回直木三十五賞受賞作）を1995年以来30年ぶりにドラマ化し放送（21時 - 22時54分）。本作では脚本を吉田紀子が担当し、主演には北川景子を起用[132][133]。共演に伊藤英明、上川隆也、ミルクボーイ、月亭方正、馬場園梓、泉ピン子、甲本雅裕、玉山鉄二、坂東龍汰ら[134][135][136][137]。
- 11日 - 【訃報】歌手として『ブルー・ライト・ヨコハマ』（1968年）や『あなたならどうする』（1970年）などのヒット曲で知られ、また女優としても森繁久彌（2009年没）主演でTBS系で放送された『七人の孫』（1964年）に出演したのを皮切りに、フジテレビ系『北の国から』シリーズでは田中邦衛（2021年没）が演じた黒板五郎の妻役やTBS系「金曜ドラマ」枠で放送された『金曜日の妻たちへ』シリーズ、NHK連続テレビ小説『青春家族』（1989年）など数多くのテレビドラマ作品に出演、2003年に放送されたNHK連続テレビ小説『てるてる家族』では自身の実妹がモデルとなったいしだあゆみ（本名・石田良子＝いしだ・よしこ）がこの日早朝、甲状腺機能低下症のため東京都内の病院で死去（76歳没）。訃報は17日に所属事務所のイザワオフィスから公表された[138][139]。
- 12日 - 【訃報】俳優座養成所を経て劇団民藝に入団し、1960年に師匠の宇野重吉（1988年没）演出の『檻』で初舞台を踏んだ後は舞台演劇や映画など数多くの作品に出演し、また外国映画の日本語版吹き替え声優としても数多くの作品を担当、テレビドラマではNHK『バス通り裏』、東京放送（TBS）「サンヨーテレビ劇場」の『息子の青春』などの作品に出演した経歴を持つ俳優・声優の稲垣隆史がこの日、肺炎のため東京都町田市内の病院で死去（87歳没）[140]。
- 13日 - 【SP・ホームドラマ】TBS系で、2018年6月放送の『あにいもうと』以来、約7年ぶりに山田洋次が作・脚本、石井ふく子がプロデュースを手掛けるドラマ特別企画『わが家は楽し』を放送（21時 - 22時57分）。小日向文世演じる夫・平山幸之助と戸田恵子演じる妻・平山史枝が、幸之助の定年退職後の人生を巡って離婚騒動に発展する模様を描いた。共演に髙橋海人（King & Prince）、山田杏奈、桜井ユキ、えなりかずき[141][142]、三田佳子、岩崎加根子、角野卓造、YOU、井上順、村田雄浩、キムラ緑子ら[143]。
- 16日 - 【ヒューマン】NHK総合で、人生をこじらせた哲学者が主人公のオリジナル脚本の特集ドラマ『どうせ死ぬなら、パリで死のう。』を放送（23時 - 23時45分）。主演は岡山天音[144]。
- 21日 - 【医療・ドキュメンタリー】フジテレビ系で、1995年3月20日に発生した「地下鉄サリン事件」から30年に合わせ、一部フィクションを交えたドキュメンタリードラマ『1995〜地下鉄サリン事件30年 救命現場の声〜』を放送（21時 - 22時52分）。主役となる救命救急センター長を津田健次郎、センターの看護師役を桜井日奈子、サリンが撒かれた地下鉄車両の運転士役を泉澤祐希がそれぞれ演じた[145][146]。
- 23日 - 【ミステリー・BS】この日、NHK BS8Kで、松本清張の同名小説を原作とし、1978年にNHK総合「土曜ドラマ」枠で、1998年にTBS系でテレビドラマ化された『天城越え』を27年ぶりにドラマ化し放送（21時 - 22時29分）。主演は生田絵梨花。同作は、BSプレミアム4Kで5月10日に（19時30分 - 20時59分）、BSで6月14日に（21時 - 22時29分）それぞれ放送された[147]。
- 28日 - 【訃報】旧制中学校を卒業後、実兄の西部清（後の芦屋雁之助、2004年没）と漫才コンビ「若松ただし・きよし」を結成して芸能界入り。その後漫才師の芦乃家雁玉に兄弟揃って弟子入りし、「芦乃家雁之助・小雁」の芸名を授かるが兄の発案により「芦屋雁之助・小雁」とコンビ名を改めて活動を始め、毎日放送（MBS）の公開コメディドラマ番組『番頭はんと丁稚どん』などに出演、劇作家の花登筺（1983年没）が結成した劇団「笑いの王国」に大村崑や兄の雁之助らと共に参加して本格的に喜劇役者への道を歩み、舞台演劇を中心に活動。テレビドラマでは関西テレビ制作・フジテレビ系『どてらい男』や『裸の大将放浪記』[注 12]など数多くの作品に出演した経歴を持つ喜劇役者の芦屋小雁（本名：西部秀郎＝にしべ・ひでお）がこの日の朝、老衰のため京都府京都市内の自宅で死去（91歳没）。訃報は30日に所属事務所から発表された[148][149]。
- 29日（28日深夜） - 【ヒューマン・近畿広域圏】朝日放送テレビで、同局のバラエティ番組『探偵!ナイトスクープ』に着想を得て、弥重早希子のオリジナル脚本による『スペシャルドラマ あの夜をすくいに』を放送（0時24分 - 1時19分）。出演は村川絵梨、大東駿介、細川岳ら[150]。
- 30日 - 【SP】テレビ東京の開局60周年を記念して、藤岡陽子の同名小説を基に、岡田惠和が脚本を手がけたスペシャルドラマ『晴れたらいいね』を放送（21時 - 23時15分）。主演は永野芽郁、共演に芳根京子、萩原利久、江口のりこ、稲垣吾郎ら。なお、1月10日よりAmazonプライムビデオで先行配信されている[151][152]。
- 30日・4月6日 - 【SP】日本テレビ系で、2019年10月期に同局系「土曜ドラマ」枠で放送された『俺の話は長い』の新作『俺の話は長い 〜2025・春〜』を放送（22時30分 - 23時25分）[153]。主演はレギュラー版に引き続き生田斗真、共演に安田顕（TEAM NACS）、清原果耶ら。
- 31日 - 【朝ドラ】NHK連続テレビ小説の2025年前期の作品として、中園ミホの脚本[注 13]で、漫画家のやなせたかし（2013年没）と小松暢（1993年没）の夫婦をモデルにした『あんぱん』を放送開始[154][155]。小松にあたるヒロインの朝田のぶ役を今田美桜が務め[156]、やなせにあたる柳井嵩役を北村匠海が演じる[157]。共演に加瀬亮、江口のりこ、河合優実、原菜乃華、吉田鋼太郎、浅田美代子、松嶋菜々子、戸田菜穂、竹野内豊、阿部サダヲら。また、語りを林田理沙（NHKアナウンサー）が務める。

### 4月
- 1日
  - 【食】NHK総合「ドラマ10」枠にて、水凪トリの同名漫画をテレビドラマ化した『しあわせは食べて寝て待て』を放送開始（全9話、 - 5月27日）[158]。主演は桜井ユキ、共演に加賀まりこ、宮沢氷魚ら。
  - 【ヒューマン・家事】TBS系「火曜ドラマ」枠4月期作品として、朱野帰子の同名小説を原作とした『対岸の家事〜これが、私の生きる道!〜』を多部未華子の主演で放送開始（全10話、 - 6月3日）[159][160]。共演に江口のりこ、ディーン・フジオカ[161]、川西賢志郎[162]、一ノ瀬ワタル、島袋寛子、田中美佐子、緒形直人ら[163]。
  - 【ミステリー】関西テレビ制作・フジテレビ系「火ドラ★イレブン」枠4月期作品として、オリジナル脚本により、事故で死別した夫婦がなぜか1日3分だけ部屋の中だけで再会できる光景を描いたミステリー『パラレル夫婦 死んだ"僕と妻"の真実』を放送開始（全12話、 - 6月17日）。夫婦役を伊野尾慧（Hey! Say! JUMP）と伊原六花が演じるほか[164]、八嶋智人、松倉海斗（Travis Japan）、野村康太、齊藤なぎさらが出演[165]。
- 2日（1日深夜） - 【風俗・ヒューマン】テレビ東京系「ドラマチューズ!」枠で、ヤチナツの漫画『真・女性に風俗って必要ですか?〜女性用風俗店の裏方やったら人生いろいろ変わった件〜』をテレビドラマ化した『ジョフウ 〜女性に××××って必要ですか?〜』を放送開始（全10話、 - 6月4日（3日深夜））。主演は山崎紘菜、共演に山崎樹範、久住小春、遊井亮子、柳ゆり菜、井上雄太ら[166]。
- 3日
  - （2日深夜）
    - 【ラブコメディ】中京テレビ制作・日本テレビ系「水曜プラチナイト・0時24分」枠で、地球のお魚ぽんちゃんの同名漫画をテレビドラマ化した『霧尾ファンクラブ』を放送開始（全10話、 - 6月5日（4日深夜））[167]。主演は茅島みずき、共演に莉子、井上瑞稀ら[168]。
    - テレビ東京系
      - 【ラブストーリー】「ドラマNEXT」枠で、Maritaの同名漫画をテレビドラマ化した『やぶさかではございません』を放送開始（全12話、 - 6月19日（18日深夜））。主演は松村沙友理、共演に駒木根葵汰ら[169]。
      - 【ヒューマン】「水ドラ25」枠4月期作品として、朝井麻由美の同名エッセイを原作とし、江口のりこ主演で2021年に「ドラマ25」枠で、2022年、2023年、2024年に「水ドラ25」枠で放送された『ソロ活女子のススメ』の第5作、『ソロ活女子のススメ5』を放送開始（全10話、 - 6月5日（4日深夜））[170]。

  - 【複数恋愛】読売テレビ制作・日本テレビ系「木曜ドラマ」枠4月期作品として、一木けいの同名小説をテレビドラマ化した『彼女がそれも愛と呼ぶなら』を放送開始（全10話、 - 6月6日（5日深夜））[171]。主演は栗山千明、共演に伊藤健太郎、千賀健永、丸山智己ら。
- 4日
  - （3日深夜）【ラブストーリー】テレビ東京系「木ドラ24」枠で、オリジナル脚本により、タイの国民的俳優が日本でヒロインと出会い、本当の幸せを見つめ直す『トウキョウホリデイ』を放送開始（全12話、 - 6月20日（19日深夜））。主演はタイ出身のガルフ・カナーウットと瀧本美織[172]。
  - 【コメディ・BS】BS松竹東急金曜22時30分枠に『金ドラ』を新設。その第1弾として、那智泉見の同名漫画をテレビドラマ化した『社畜人ヤブー』を放送開始（全12話、 - 6月20日）[173]。主演は新納慎也。
- 5日
  - （4日深夜）【サスペンス】テレビ東京系「ドラマ24」枠4月期作品として、同名ウェブ漫画を原作に、実に21年ぶりに連続ドラマの主演を務める松下由樹が新人俳優に行きすぎた愛情を注いでしまうマネジャー役を演じる『ディアマイベイビー〜私があなたを支配するまで〜』を放送開始（全12話、 - 6月21日（20日深夜））。また新人俳優役を野村康太が演じる[174]。他に山口紗弥加、中村ゆりか、長妻怜央（7ORDER）、岩谷健司らが出演[175]。
  - 【オムニバス】NHK総合「土曜ドラマ」枠で、村上春樹が1995年に発生した阪神・淡路大震災を受けて執筆した連作短編小説集である「神の子どもたちはみな踊る」を原作とした『地震のあとで』を放送開始（全4話、 - 4月27日）[176]。主演は岡田将生、鳴海唯、渡辺大知、佐藤浩市が交代で務める。なお、同作は『アフター・ザ・クエイク』というタイトルで再編集映画として10月3日に公開される予定[177]。
- 6日
  - 【ヒューマン・サスペンス】朝日放送テレビ制作・テレビ朝日系「日曜22時」枠4月期作品として、林宏司のオリジナル脚本により、桐谷健太扮する主人公の児童養護施設の職員である赤山誠司が5人の教え子とともに、腐った巨大権力に立ち向かう『いつか、ヒーロー』を放送開始（全8話、 - 6月1日）[178][179]。共演に宮世琉弥、長濱ねる、北村有起哉ら[180]。
  - 【サスペンス・BS】WOWOWプライム「連続ドラマW」枠にて、香川照之が主演を務めるサイコサスペンスドラマ『災（さい）』を放送開始（全6話、 - 5月11日）。香川としては自身の不祥事が元で出演テレビ番組を降板、テレビドラマとしては2022年7月期にテレビ朝日系で放送された『六本木クラス』以来約3年ぶりの出演となり、葛藤を抱えながら現代を生きる罪なき6人の登場人物の前に姿を変えて現れる「男」6役を一人で演じる[181]。共演に中村アンら[182]。
- 7日 - 【愛憎劇】テレビ東京系「ドラマプレミア23」枠4月期作品として、丸山正樹の同名小説を原作とした『夫よ、死んでくれないか』を放送開始（全12話、 - 6月23日）。夫が失踪したことをきっかけに歯車が狂い、やがて翻弄される妻役を安達祐実、離婚に応じない夫に苦慮し、やがて自身の体に異変が起きる妻役を同局のドラマ初主演となる相武紗季、そして夫を殺してしまったと告白し、正当化のあまり暴走に走る妻役を磯山さやかが[183]、またそれぞれの夫役を竹財輝之助、高橋光臣、塚本高史が演じる[184]。
- 8日 - 【ヒューマン・人事】フジテレビ系「火9」枠4月期作品として、オリジナル脚本により、文房具メーカー「日の出鉛筆」の人事部を舞台に、これが地上波ドラマ初主演となる松田元太（Travis Japan）がおバカでピュアな人事部員・人見廉（ひとみ・れん）役を演じる『人事の人見』を放送開始（初回は15分拡大で放送、全11話、 - 6月17日）。同ドラマの放送は1月25日に放送された同局系のバラエティ『芸能人が本気で考えた!ドッキリGP 2時間SP』の中で発表された[185][186]。共演に前田敦子[187][188]、桜井日奈子、松本まりか、鈴木保奈美、小日向文世ら[189][190]。
- 9日
  - （8日深夜）
    - 【ラブコメディ・関東広域圏】TBS「ドラマストリーム」枠で、『三人夫婦』を放送開始（全11話、 - 6月18日（17日深夜））[191]。主演は地上波ドラマ初主演となる浅香航大、共演に朝倉あき、鈴木大河（IMP.）ら。
    - 【紀行・料理・近畿広域圏・関東広域圏】毎日放送・TBS「ドラマイズム」枠にて、政池洋佑のオリジナル脚本、枝優花の監督による、冬のゲレンデを舞台にしたグルメドラマ『ゲレンデ飯』を白濱亜嵐（GENERATIONS from EXILE TRIBE）と山本美月のダブル主演で放送開始（全3話、 - 4月23日（22日深夜））。くっきー!（野性爆弾）と古舘佑太郎が共演するほか、歌手の広瀬香美がドラマ初出演すると共に、広瀬の代表曲『ロマンスの神様』を主題歌に起用する[192][193]。

  - 【刑事】テレビ朝日系「水曜21時」枠4月期作品として、井ノ原快彦（20th Century）主演の『特捜9』のfinal seasonを放送開始（全10話、 - 6月11日）[194]。共演はこれまでのシリーズから引き続いて羽田美智子、田口浩正、吹越満、深川麻衣らが続投。同作は本シリーズをもって『警視庁捜査一課9係』（2006年 - 2017年）時代と合わせて19年の歴史に幕を下ろす。
- 11日
  - （10日深夜）【ラブストーリー・近畿広域圏】読売テレビ「ドラマDiVE」枠4月期作品として、佐々江典子の同名漫画をテレビドラマ化した『子宮恋愛』を放送開始（全12話、 - 6月27日（26日深夜））[195]。主演は松井愛莉、共演に大貫勇輔、沢村玲（ONE N' ONLY）、吉本実憂ら[196]。
  - 【刑事・ミステリー】テレビ東京系「ドラマ9」枠4月期作品として、オリジナル脚本による『失踪人捜索班 消えた真実』を放送開始（全8話、 - 6月6日、初回は15分拡大で放送）[197]。主演を町田啓太が務め、共演に小泉孝太郎、片桐仁、泉里香、光石研、武田玲奈ら[198]。
- 12日
  - 【教育】日本テレビ系「土曜ドラマ」枠4月期作品として、オークラのオリジナル脚本により、進学校を舞台に、同局のドラマ初主演となる広瀬アリスが無職から高校教師に転身する役を演じる『なんで私が神説教』を放送開始（全10話、 - 6月14日）[199][200]。共演に渡辺翔太（Snow Man）、岡崎紗絵、野呂佳代、小手伸也、伊藤淳史、木村佳乃、堀内敬子[201]、また生徒役として豊嶋花、水沢林太郎、清乃あさ姫、新井美羽、羽村仁成（Go!Go!kids）らオーディションで選出された31名が出演する[202]。
  - 【食】東海テレビ制作・フジテレビ系「土ドラ」枠にて、オリジナル脚本により、訳あって味覚と嗅覚を失ったフレンチシェフと、味覚が鋭い落ちこぼれ僧侶が共闘して寺の境内で屋台を開き、人々を食事で胃袋を、説法で心をそれぞれ満たすドラマ『ミッドナイト屋台〜ラ・ボンノォ〜』を放送開始（全10話、 - 6月14日）。シェフ役を地上波連続ドラマ初主演となる神山智洋（WEST.）、僧侶役を中村海人（Travis Japan）がそれぞれ演じる[203][204]。共演に剛力彩芽、石田ひかり、竹中直人、津田寛治、黒谷友香ら[205][206]。
- 13日 - 【報道】TBS系「日曜劇場」枠4月期作品として、オリジナル脚本により、実に同枠6回目の主演となる阿部寛が、報道番組のキャスター役を演じる『キャスター』を放送開始（初回は25分拡大で放送、全10話、 - 6月15日）。また番組の総合演出家役を永野芽郁、番組の新米AD役を道枝駿佑（なにわ男子）がそれぞれ演じるほか[207][208]、高橋英樹、音尾琢真（TEAM NACS）、岡部たかし、宮澤エマ、菊池亜希子、玉置玲央、キム・ムジュン、北大路欣也、ヒコロヒー、加藤晴彦らが共演[209][210][211]。
- 14日 - 【ラブコメディ】フジテレビ系「月9」枠4月期作品として、2012年1月期および2014年4月期に同局系「木曜劇場」枠で放送された『最後から二番目の恋』の第3作『続・続・最後から二番目の恋』を放送開始（初回は15分拡大で放送、全11話、 - 6月23日）[212][213]。主演は過去2作に引き続き小泉今日子と中井貴一、共演に坂口憲二、内田有紀、飯島直子ら[214]。
- 16日
  - 【恋愛・ミステリー】日本テレビ系水曜22時「水曜ドラマ」枠が2024年3月以来1年ぶりに復活。復活第1弾として、オリジナル脚本により、同じ連続殺人事件を追いかける男女を描いた『恋は闇』を放送開始（全10話、 - 6月18日）。雑誌のフリー記者役で犯人と疑われる男性役を志尊淳、またテレビ局の女性ディレクター役を岸井ゆきのがそれぞれ演じる[215][216]。さらに情報番組のMC役で児嶋一哉（アンジャッシュ）、進行役で黒田みゆ（日本テレビアナウンサー）が出演するほか、小林虎之介、田中哲司、西田尚美らが共演[217]。これに伴い、同年4月から同時間帯で放送されていたグルメバラエティ『世界頂グルメ』は3月26日の99分SPをもって終了した[218][219]。
  - 【医療・救命救急】フジテレビ系「水10」枠4月期作品として、こしのりょうの同名漫画を原作に、総合病院の救急科を舞台とした『Dr.アシュラ』を放送開始（初回は15分拡大で放送、全11話、 - 6月25日）。主役の杏野朱羅役を松本若菜が演じる[220]。共演に佐野晶哉（Aぇ! group）、渡部篤郎、小雪、片平なぎさ、佐野史郎、田辺誠一ら[221][222]。
- 17日（公表日） - 【訃報】小学5年生の時にスカウトを受けて芸能界入りし、2014年公開の映画『闇金ウシジマくん Part2』で映画デビュー、テレビドラマではNHK大河ドラマ『花燃ゆ』（2015年）毛利元昭役や『麒麟がくる』（2020年）森蘭丸役、連続テレビ小説『エール』（同年）重森正役、日本テレビ系『ばかやろうのキス』（2022年）の主人公・久城湊人役、テレビ朝日系スーパー戦隊シリーズ第39作『手裏剣戦隊ニンニンジャー』（2015年 - 2016年）雑賀鉄之助役などを演じたほか、ボーカルダンスユニットM!LKのメンバーとしても活動していた、俳優の板垣瑞生が不慮の事故で死去していたことが、この日板垣のInstagramアカウントで家族より公表された（24歳没）。前年3月に所属していたスターダストプロモーションを退所、11月にInstagramで精神疾患の悪化で入院していたことを明かしていたが、本年1月に入り精神疾患が元で行方不明となり、捜索を続けていたところ、3月中旬に警察より東京都内で遺体で発見されたと連絡を受けたという[223][224][225]。
- 18日
  - 【サスペンス】テレビ朝日系「金曜ナイトドラマ」枠4月期作品として、 関えり香のオリジナル脚本による『魔物』を放送開始（韓国のSLL Joongang Co., Ltd（朝鮮語版）との共同制作、全9話、 - 6月13日）[226]。主演は麻生久美子、共演に塩野瑛久ら。
  - 【法曹界】TBS系「金曜ドラマ」枠4月期作品として、同局系ドラマ初主演の間宮祥太朗が本格的に弁護士役に挑む『イグナイト -法の無法者-』を放送開始（全11話、 - 6月27日）。この作品では、地上波のゴールデン・プライム帯のドラマに初めて参加するBABEL LABELが手掛ける[227][228]。共演に仲村トオル、上白石萌歌ら[229]。
  - 【訃報】NHK俳優養成所、劇団俳優小劇場などを経て俳優としてデビュー。テレビ時代劇ではNHK総合にて1971年に放送された『天下御免』での平賀源内役やTBS系『大岡越前』での徳川吉宗役など数々の当たり役で一斉を風靡、また舞台や映画など数多くの作品に出演した他、テレビ朝日系『クイズタイムショック』の2代目司会者（1978年 - 1986年3月）を務めるなどお茶の間に親しまれた俳優の山口崇（本名・山口岑芳＝やまぐち・たかよし）がこの日午後、肺がんのため入居していた高齢者施設で死去（88歳没）。訃報は21日に所属事務所のオフィス天童より公表された[230][231]。
- 19日 - 【恋愛】テレビ朝日系「オシドラサタデー」枠4月期作品として、河内遙の同名漫画を原作とした『ムサシノ輪舞曲（ロンド）』を放送開始（全10話、 - 6月21日）。隣に住む10歳年上の女性に片思いを寄せるそば屋の青年役を本作が連続ドラマ初主演となる正門良規（Aぇ! group）が、その相手であるバレエ講師役を高梨臨がそれぞれ演じる[232][233]。共演に稲葉友、市川由衣、髙地優吾ら[234]。
- 20日 - 【芸能・ヒューマン】日本テレビ系「日曜ドラマ」枠4月期作品として、オリジナル脚本により、川栄李奈が元天才子役から芸能事務所の新人マネージャーに転身する役を演じる『ダメマネ! -ダメなタレント、マネジメントします-』を放送開始（全10話、 - 6月22日）。共演に安田顕（TEAM NACS）、千葉雄大、橋本じゅん、濱田マリ、吉瀬美智子、寺島しのぶら[235][236]。
- 21日 - 【復讐劇】関西テレビ制作・フジテレビ系「月10」枠4月期作品として、池田奈津子のオリジナル脚本による『あなたを奪ったその日から』を放送開始（全11話、 - 6月30日）[237]。主演は北川景子、共演に大森南朋、仁村紗和、平祐奈、阿部亮平（Snow Man）、筒井道隆、倉田瑛茉ら[238][239]。
- 22日 - 【ミステリー・医療】テレビ朝日系「火曜21時」枠4月期作品として、知念実希人の同名小説を原作とし、本年1月よりTOKYO MX・読売テレビ・中京テレビ・BS11他でテレビアニメ版も放送された医療ミステリー作品『天久鷹央の推理カルテ』を浜田秀哉の脚本により放送開始（全9話、 - 6月24日）。主人公・天久鷹央（あめく・たかお）役は同局の連続ドラマ初主演となる橋本環奈が演じ、共演に三浦翔平[240]、畑芽育、佐々木希、高島礼子、柳葉敏郎ら[241]。また、この日放送の初回は22時までの6分拡大スペシャルとして放送、アニメ版で鷹央役を演じた声優の佐倉綾音がゲスト出演した[242]。
- 24日
  - 【自衛隊・教育】テレビ朝日系「木曜ドラマ」枠4月期作品として、髙橋泉のオリジナル脚本、そして航空自衛隊の全面協力により、内野聖陽が救難教育隊の主任教官・宇佐美誠司役を演じる『PJ 〜航空救難団〜』を放送開始（全9話、 - 6月19日）[243]。また訓練生役として神尾楓珠、石井杏奈、前田拳太郎、渡辺碧斗、草間リチャード敬太（Aぇ! group）、犬飼貴丈、前田旺志郎が[244]、それ以外に眞島秀和、濱田岳、宍戸開、鈴木京香らが出演[245][246]。
  - 【ラブコメディ】フジテレビ系「木曜劇場」枠4月期作品として、西香はちの同名漫画を原作に、昭和11年を舞台に新婚夫婦の姿を描いた『波うららかに、めおと日和』を放送開始（初回は15分拡大で放送、全10話、 - 6月26日）。夫婦役を芳根京子と本田響矢が演じる[247]。
- 25日 - 【コメディ・北海道】北海道放送（HBC、TBS系）制作の連続ドラマで、北海道遺産に指定されている「北海盆踊り」の発祥の地である北海道三笠市を舞台にした『三笠のキングと、あと数人』を放送開始（金曜 18時30分 - 19時、全6話、 - 5月30日）[248][249]。主演は高杉真宙と柄本時生。
- 30日（29日深夜） - 【恋愛・サスペンス・近畿広域圏・関東広域圏】毎日放送・TBS「ドラマイズム」枠にて、2017年に韓国・SBSで放送された『あやしいパートナー〜Destiny Lovers〜』をリメイクした『あやしいパートナー』を放送開始（全12話、 - 7月16日（15日深夜））[250]。主演は八木勇征と齊藤京子。

### 5月
- 5日 - 【帯・コメディ】NHK総合「夜ドラ」枠で、とらふぐ原作・江口心作画の同名漫画を原作とし、2023年1月から2月に同枠で放送された『ワタシってサバサバしてるから』のシーズン2を放送開始（全20話、 - 6月5日）。主演はシーズン1に引き続き丸山礼[251][252]。
- 8日 - 【ラブコメディ・東京都】TOKYO MX1木曜22時枠にて、三星マユハの同名コミックを原作とした『低体温男子になつかれました。』を放送開始（全8話、 - 6月26日）[注 14]。主人公の誰にでも塩対応の年下イケメン役を曽野舜太（M!LK）、恋に奥手な世話焼きヒロイン役を箭内夢菜が演じる。他に草川直弥（ONE N' ONLY）、佐藤瑠雅、藤本洸大らが出演[253][254]。
- 11日
  - 【ホームドラマ・BS】BS-TBS（2K・4K）で、2021年4月に死去した脚本家の橋田壽賀子の生誕100周年特別企画として、「もしも橋田先生が現在でも生きていたら、現代の家族をどう描くか」をテーマにした『AI橋田壽賀子企画 渡る世間は鬼ばかり 番外編』を放送（18時30分 - 19時）。出演は吉村涼、村田雄浩、安藤美優、村中暖奈、角野卓造（声のみ）、そして語りを石坂浩二が務めた[255]。
  - 【訃報】北海道大学中途退学後に本格的に音楽活動を始め、ギタリストとして因幡晃や高木麻早のバックを務めるなどした後に編曲家（アレンジャー）に転向、テレビドラマでは1981年のTBS系「水曜劇場」『拳骨にくちづけ』から本格的に劇伴音楽を担当するようになり、これ以後は特撮や時代劇などの劇伴音楽を手掛け、またドラマ主題歌ではTBS系『われら動物家族』（1981年）の「心の色」（歌唱・中村雅俊）やテレビ朝日系『はぐれ刑事純情派』第3シリーズ（1990年）の「恋唄綴り」（歌唱・堀内孝雄）など数々の作品のアレンジを担当するなど幅広く活動した作曲家・編曲家・ギタリストの川村栄二がこの日死去（78歳没）。訃報は13日に作詩家の及川眠子のX（旧Twitter）にて明らかにされていたが[256][257]、14日に日本作編曲家協会（JCAA）から正式な没日が公表された[258]。
- 17日 - 【特撮・特番・BS】NHK BSの『全○○大投票』第10弾として、東映の制作・テレビ朝日系で放送され、この年放送開始50周年を迎える老舗特撮シリーズ『スーパー戦隊シリーズ』をテーマにした『発表!全スーパー戦隊大投票』を19時30分 - 21時30分に生放送。今回は第1作『秘密戦隊ゴレンジャー』（1975年 - 1977年）から、本年の2月より放送が始まった『ナンバーワン戦隊ゴジュウジャー』までの全49作品の中から、「作品」「戦隊ヒーロー」「戦隊ロボ」の3部門から投票を行い、当日の番組内で発表した。また、49作品を紹介する事前番組を3月29日14時 - 14時15分にNHK BSで、3月31日（30日深夜）2時15分 - 2時30分にNHK総合で放送した[259]。
- 18日 - 【時代劇・BS】WOWOWプライム「連続ドラマW」枠にて、松竹との共同制作による『I, KILL』を放送開始（全6話、 - 6月22日）[260]。主演は木村文乃と田中樹（SixTONES）[261]、共演に山本耕史、富田靖子、田牧そら、高橋克実ら[262]。
- 19日 - 【活動進退・大河ドラマ】翌2026年に放送予定のNHK大河ドラマ『豊臣兄弟!』についてこの日、週刊誌により田中圭との不倫疑惑が報じられていた永野芽郁の出演辞退を所属事務所が発表した[263]。その後22日にNHKは代役が白石聖に決まったと発表した[264]。なお、辞退発表時点で永野が出演しているTBS系『キャスター』については、TBSより「出演予定に変更はない」と発表されている[265]。

### 6月
- 2日 - 【賞】「第62回ギャラクシー賞」（NPO法人放送批評懇談会主催）の授賞式がこの日執り行われ、テレビ部門の大賞は2024年度上半期のNHK連続テレビ小説『虎に翼』[266]、個人賞は関西テレビ制作・フジテレビ系「月10」枠前年4月期作品『アンメット ある脳外科医の日記』の主人公・川内ミヤビ役やTBS系「日曜劇場」枠前年10月期作品『海に眠るダイヤモンド』の朝子役を演じた杉咲花（俳優）が受賞した[267][268]。また、マイベストTV賞グランプリはテレビ東京系「ドラマNEXT」枠で前年7月期に放送された『ひだまりが聴こえる』が受賞した[269]。
- 6日 - 【賞】「第51回放送文化基金賞」（公益財団法人放送文化基金主催）の受賞作品がこの日発表。テレビドラマでは、2024年度上半期のNHK連続テレビ小説『虎に翼』が最優秀賞、また番組部門個人賞でも同ドラマに主演した伊藤沙莉が「演技賞」に選出された。また、日本テレビ「日曜ドラマ」『ホットスポット』（本年1月 - 3月）が優秀賞、同ドラマで脚本を担当したバカリズムも脚本賞を、出演した角田晃広（東京03）が「演技賞」をそれぞれ受賞、さらにNHK「ドラマ10」『燕は戻ってこない』（前年4月 - 7月）と前年9月よりNetflixで配信されている『極悪女王』が奨励賞を受賞した[270]。
- 7日 - 【イベント・東京都】フジテレビ系で1985年から1987年に放送された『スケバン刑事』シリーズ（原作・和田慎二、東映制作）の放送開始40周年を記念し、同シリーズのドラマ版第1シリーズや劇場版2作品を一挙上映するイベント「スケバン刑事フェスティバルinさよなら 丸の内TOEI」を本年7月で閉館する丸の内TOEI（東京都中央区）で開催[271][272]。舞台挨拶には斉藤由貴（第1シリーズ主演）、南野陽子（第2シリーズ主演）、浅香唯（第3シリーズ主演）が参加した。
- 8日 - 【時代劇・BS】NHK BS・BSプレミアム4K「BS時代劇」枠にて、『大岡越前』の第8シリーズが放送開始（全8話、 - 7月27日）。主人公・大岡忠相役は前シリーズに引き続き高橋克典を起用する[273][274]。
- 9日 - 【訃報】日本大学芸術学部在学中にシナリオ作家協会新人シナリオコンクールに入賞、大学卒業後に近畿広告（現在の大広）社員となるも1959年に本格的に脚本家を目指して同社を退職。同年に日本テレビのドラマ『ママちょっと来て』で脚本家としてデビューした後に1963年に日活に入社して渡哲也（2020年没）主演の『拳銃無宿 脱獄のブルース』（1965年）などを手掛け、1969年には松竹に転じて栗田ひろみ主演の『ときめき』（1973年）などを手掛け、テレビドラマでは『仮面ライダー』[注 15]（毎日放送・NET系[注 16]、1971年 - 1973年）や『ウルトラマンA』[注 17]（TBS、1972年）などの特撮作品、NHK連続テレビ小説『水色の時』（1975年上期）など数々の作品を手掛けた脚本家の石森史郎がこの日、多血性肝細胞癌のため死去（93歳没）。訃報は6月14日に自身が主宰していた「石森史郎青春脚本塾」の公式Facebookが明らかにした[275][276]。
- 11日 - 【訃報】生まれ育った北海道と東京の2拠点として劇作家、演出家、舞台俳優として活動する傍ら、テレビドラマでもNHK連続テレビ小説『半分、青い。』（2018年前期）、『エール』（2020年前期）やNHK大河ドラマ『龍馬伝』（2010年）などに出演経歴のある斎藤歩がこの日早朝、尿管がんのため札幌市内の自宅で死去（60歳没）。訃報は自ら理事長を務めていた北海道演劇財団の公式サイトで公表された[277][278]。
- 12日 - いずれも【訃報】
  - 1962年に大映専属女優として同社映画『破戒』でデビュー、1960年代後半からはテレビドラマにも出演するようになり、NHK大河ドラマ『太閤記』（1965年）や『三姉妹』（1967年）など数多くの作品に出演した女優の藤村志保（本名：静永操＝しずなが・みさお、結婚前の旧姓：薄〈すすき〉）がこの日、肺炎のため死去（86歳没）。訃報は19日に公表された[279]。
  - 1984年に講談社「ヤングマガジン増刊号」に掲載された『メジャーな巻尺』で漫画家デビュー。その後同年に発表した『風呂上がりの夜空に』が人気作となり、1987年11月から12月にテレビ朝日系で錦織一清と三田寛子の主演でテレビドラマ化もされ、以後もコンスタントに作品を発表していた小林じんこがこの日死去（没年齢不詳）。訃報は19日に小林のXアカウントで親族によって公表され、6年ほど闘病生活を送っていたという[280]。
- 14日 - 【訃報】俳優座養成所を経て1955年にテイチクレコードの新人歌手採用コンテストに合格し、「ジェームス三木」を名乗って歌手デビューするも売れず、その後文芸作家への転身を図り、映画監督の野村芳太郎（2005年没）に師事して1969年に松竹から公開された黛ジュン主演映画『夕月』で脚本家としてデビュー。テレビドラマでは同年のTBS『七人の刑事』最終回「地上300メートルの死刑台」（1969年4月28日放送）が初作で、これ以後TBS系『白い滑走路』（1974年）をはじめ、NHKの連続テレビ小説『澪つくし』（1985年）や大河ドラマ『独眼竜政宗』（1987年）『葵 徳川三代』（2000年）など数々のヒット作品の脚本を手掛けた脚本家で元歌手のジェームス三木（本名：山下清泉＝やました・きよもと）がこの日、肺炎のため死去（91歳没）。訃報は19日に明らかにされた[281]。
- 16日 - 【帯・アウトドア】NHK総合「夜ドラ」枠で、森沢明夫の同名小説をテレビドラマ化した『あおぞらビール』を放送開始（全32話、 - 8月7日）[282]。主演は窪塚愛流、共演に藤岡真威人、豊嶋花、佐藤江梨子ら。
- 17日 - 【出版】NHK総合「ドラマ10」枠で、三浦しをんの小説を原作とし、2024年にNHK BS「プレミアムドラマ」枠で放送された『舟を編む～私、辞書つくります～』を放送開始（全10話、 - 8月19日予定）[283]。
- 21日
  - 【ヒューマン・終活】NHK総合「土曜ドラマ」枠で、カレー沢薫の同名漫画を原作とし、大森美香の脚本により1人暮らしをしている主人公が終活に向き合う『ひとりでしにたい』を放送開始（全6話、 - 8月2日）。主演を綾瀬はるかが務め[284]、共演に佐野勇斗（M!LK）、國村隼、松坂慶子ら[285]。
  - 【SP・ミステリー】テレビ朝日系「テレビ朝日ドラマプレミアム」で、城山真一の同名小説を原作とし、刑務所を舞台としたミステリー作品『看守の流儀』を放送（21時 - 22時54分）[286]。主演は竹内涼真、共演に木村文乃ら。
- 22日 - 【ヒューマン・BS】NHK BS「プレミアムドラマ」枠で、井上荒野の同名小説をテレビドラマ化した『照子と瑠衣』を放送開始（全8話、 - 8月10日）[287]。主演は風吹ジュンと夏木マリ。
- 27日（26日深夜） - 【登山・グルメ】テレビ東京「木ドラ24」枠で、前年11月 - 12月に放送された『下山メシ』の特別回『下山メシ 高崎篇』を放送。志田未来演じるフリーのイラストレーターが群馬県高崎市の榛名山を登ったあと、榛名湖畔でグルメを満喫した[288]。
- 28日（27日深夜） - 【グルメ】テレビ東京系「ドラマ25」枠で、2022年・2023年・2024年7月期に同枠で放送された『晩酌の流儀』のシーズン4となる『晩酌の流儀4』を放送開始。今回は7月期に「夏編」、10月期に「秋・冬編」と連続2クールで放送される。主演は過去3作に引き続き栗山千明[289]。共演に土屋伸之（ナイツ）、大久保佳代子（オアシズ）、本宮泰風、大橋彰（アキラ100%）[注 18]ら[290]。

### 7月
- 1日
  - 【恋愛】TBS系「火曜ドラマ」枠7月期作品として、韓国の同名電子漫画をテレビドラマ化した『初恋DOGs』をTBSテレビと韓国のプロダクション・STUDIO DRAGON（朝鮮語版）の共同制作により放送開始[291]。主演は清原果耶、共演に成田凌、日本のテレビドラマには初出演となるナ・イヌ[292][293]、宮澤エマ、なだぎ武、野呂佳代、坂井真紀、永瀬莉子、深田恭子、岸谷五朗ら[294]。
  - 【ラブコメディ】関西テレビ制作・フジテレビ系「火ドラ★イレブン」枠7月期作品として、榊こつぶの同名漫画を原作とした『北くんがかわいすぎて手に余るので、3人でシェアすることにしました。』を同系の連ドラ初主演となる本田翼により放送開始。共演に岩瀬洋志、志田未来、増子敦貴（GENIC）[295]、萬田久子、横溝菜帆、橋本和太琉ら[296]。
  - 【朝ドラ・編成】NHKは、BS・BS4Kで再放送している連続テレビ小説『チョッちゃん』（1987年度上半期）について、主人公の夫・岩崎要役として出演している世良公則が参議院選挙（20日投開票）への立候補を表明したため[297]、公表に先立ち、この日から20日まで、月 - 土曜の通常回、ならびに日曜の6話分連続放送を休止することを発表した[298]。なお、世良は同選挙で落選した[299]。
- 2日（1日深夜）
  - 【不倫】日本テレビ系「ドラマDEEP」枠が3か月ぶりに再開、同枠7月期作品として、『完全不倫 -隠す美学、暴く覚悟-』を放送開始[300]。主演は仁村紗和と前田公輝、共演に野村周平、賀屋壮也（かが屋）、堀未央奈、なえなのら。
  - 【恋愛・関東広域圏】TBS「ドラマストリーム」枠で、柳井わかなの同名漫画をテレビドラマ化した『シンデレラ クロゼット』を放送開始[301]。主演は尾碕真花と松本怜生[302]。
  - 【ヒューマン】テレビ東京系「ドラマチューズ!」枠で、『私があなたといる理由〜グアムを訪れた3組の男女の1週間〜』を放送開始（全8話、 - 8月20日（19日深夜）予定）。主演は蓮佛美沙子と溝端淳平[303]。
- 3日
  - （2日深夜）
    - 【ラブコメディ】中京テレビ制作・日本テレビ系「水曜プラチナイト・0時24分」枠で、『海老だって鯛が釣りたい』を放送開始[304]。主演は田辺桃子、共演に中川大輔、草川拓弥、桜田通ら。
    - テレビ東京系
      - 【BL】「ドラマNEXT」枠で、らくたしょうこの同名漫画をテレビドラマ化した『雨上がりの僕らについて』を放送開始。主演は池田匡志と堀夏喜[305]。
      - 【ヤクザ】「水ドラ25」枠で、本宮泰風と山口祥行のダブル主演による人気オリジナルビデオシリーズの地上波版第3弾[注 19]『日本統一 東京編』を放送開始（全12話、 - 9月18日（17日深夜）予定）。今シーズンではトクリュウを相手にする[306]。

  - 【サスペンス】読売テレビ制作・日本テレビ系「木曜ドラマ」枠7月期作品として、長江俊和の同名小説をテレビドラマ化した『恋愛禁止』を放送開始（全10話、 - 9月4日予定）[307]。主演は伊原六花、共演に佐藤大樹、渡邊圭祐ら。
- 4日
  - （3日深夜）
    - 【ヒューマン・青春・プラモデル】テレビ東京系「木ドラ24」枠で、2022年から2024年まで同枠で放送された「量産型リコ」シリーズ[注 20]を受け継いだ『量産型ルカ -プラモ部員の青き逆襲-』を放送開始（全10話、 - 9月5日（4日深夜）予定）。主演は賀喜遥香と筒井あやめ（ともに乃木坂46）[308]。
    - 【ホラー・ミステリー】関西テレビ金曜未明（木曜深夜）「カンテレ×FODドラマ枠」にて、古家和尚のオリジナル脚本により、単独でのドラマ初主演となる藤原丈一郎（なにわ男子）が、死者の声が聞こえる特殊能力を持つ男・緋山鋭介役を演じる『ロンダリング』を放送開始。他に緋山の教育係兼相棒・蒼沢夏凜（あおさわ・かりん）役を菅井友香、緋山のバイト先となる不動産会社社長・天海吾郎役を大谷亮平が演じる[309][310][311]。

  - 【麻薬・特捜】TBS系「金曜ドラマ」枠7月期作品として、木崎ちあきの同名小説を原作に、田中眞一が脚本を担当する『DOPE 麻薬取締部特捜課』を放送開始（全10話、 - 9月5日予定）。新人の麻薬取締官・才木優人役を髙橋海人（King & Prince）、また才木の教育係・陣内鉄平役を中村倫也がそれぞれ演じる[312][313][314]。
- 5日
  - （4日深夜）【BL】テレビ東京系「ドラマ24」枠7月期作品として、マミタの同名漫画をテレビドラマ化した『40までにしたい10のこと』を放送開始（ - 9月20日（21日深夜）予定）。主演は風間俊介、共演に庄司浩平[315]、平子祐希（アルコ&ピース）、平井亜門、高山璃子、ワタナベケイスケら[316]。
  - 【ラブコメディ・復讐劇】テレビ朝日系「オシドラサタデー」枠7月期作品として、松田裕子のオリジナル脚本による『リベンジ・スパイ』を放送開始[317]。主演は大橋和也（なにわ男子）、共演に渋谷凪咲、高橋光臣、塚地武雅（ドランクドラゴン）、溝端淳平、高嶋政伸ら[318]。
  - 【特撮】円谷プロダクション制作・テレビ東京系「ウルトラシリーズ」最新作となる『ウルトラマンオメガ』（土曜 9時 - 9時30分）を放送開始。メイン監督を3度目の起用となる武居正能が務め、近藤頌利演じるウルトラマンオメガに変身する地球に落ちてきた宇宙人の主人公・オオキダ ソラトと吉田晴登演じる地球人の青年・ホシミ コウセイとのバディものとなる[319][320]。
  - 【ヒューマン・コメディ】東海テレビ制作・フジテレビ系「土ドラ」枠にて、オリジナル脚本により、これが全国で放送される連続ドラマ初主演となる梅沢富美男が、浅草を舞台に型破りで自由奔放なおばあちゃん・日向松子役を演じる『浅草ラスボスおばあちゃん』を放送開始[321][322]。共演に堀田茜、朝日奈央、研ナオコ、浅丘ルリ子ら[323]。
- 6日
  - 【医療】読売テレビ制作[注 21]・日本テレビ系「日曜ドラマ」枠7月期作品として、逆津ツカサと有柚まさきの同名漫画をテレビドラマ化した『DOCTOR PRICE』を放送開始[324]。主演は岩田剛典、共演に蒔田彩珠、篠原涼子、ユースケ・サンタマリア、北山宏光、成海璃子ら[325]。
  - 【家族】朝日放送テレビ制作・テレビ朝日系「日曜22時枠」で、足立紳が執筆の連載日記を原作とし、売れっ子脚本家でありながら残念な夫と、その夫へのイライラによってキレている妻の2人が、衝突を繰り返しながら悩みを乗り越える『こんばんは、朝山家です。』を放送開始。主演は中村アンと小澤征悦[326]、共演にさとうほなみ、影山優佳、松尾諭ら[327]。
  - 【刑事・BS】WOWOWプライム「連続ドラマW」枠にて、2021年に韓国・JTBCで放送された同名ドラマをリメイクした『怪物』を放送開始[328]。主演は安田顕（TEAM NACS）と水上恒司、共演に剛力彩芽、小手伸也、光石研、高畑淳子、渡部篤郎ら[329]。
- 7日
  - （6日深夜）【コメディ・近畿広域圏】朝日放送テレビ「ドラマL」枠で、桂あいりと西木田景志の同名漫画を原作とし、主人公である駆け出しのグラビアアイドルが、そのファンとシェアハウスに居候して、そこからスターダムへと奮闘する様子を描く『グラぱらっ!』を放送開始。主演は北野瑠華、共演に押田岳、橋本梨菜、矢野ななか、永尾まりやら[330][331]。
  - 【復讐劇】テレビ東京系「ドラマプレミア23」枠7月期作品として、タナカトモ・ひらいはっちの同名電子コミックを原作とした『レプリカ 元妻の復讐』をトリンドル玲奈の主演により放送開始[332]。共演に宮本茉由、木村了、千賀健永ら[333]。
  - 【ヒューマン・福祉】フジテレビ系「月9」枠7月期作品として、同枠初出演・初主演の福原遥演じる所轄刑事が出向先の児童相談所で子供やその親と向き合い成長するオリジナル作品『明日はもっと、いい日になる』を放送開始（初回は30分拡大で放送）[334]。主人公を指導するベテラン児童福祉司役にはこちらも同枠初出演の林遣都を起用[335]。また一時保護所の課長兼保育士役で同枠には約15年半ぶりの出演となる柳葉敏郎、児童相談所長役で勝村政信の他[336]、小林きな子、濱尾ノリタカ、莉子、西山潤、町田悠宇、飯田基祐らが出演[337]。
- 8日 - 【ヒューマン・ミステリー】テレビ朝日系「火曜21時」枠7月期作品として、2023年に韓国で製作された同名連続ドラマを原作に、丑尾健太郎が脚本を手掛け、斎藤工が間抜けな誘拐犯・新庄政宗、また子役の永尾柚乃が記憶喪失の天才少女・七瀬凛の“疑似親子”にそれぞれ扮し、逃亡を図り続けるヒューマンミステリー『誘拐の日』を放送開始[338][339]。共演に江口洋介、内田有紀、安達祐実、鈴木浩介、長谷川初範ら[340]。
- 9日
  - 【ヒューマン・かるた】日本テレビ系「水曜ドラマ」枠7月期作品として、末次由紀の同名漫画を原作とし[注 22]、2016年と2018年に公開された実写映画版[注 23]の10年後を描く作品『ちはやふる-めぐり-』を放送開始[341][342]。主演は當真あみ、共演に上白石萌音、齋藤潤、原菜乃華、内田有紀、要潤、富田靖子、波岡一喜、高嶋政宏ら[343][344][345][346]。また、実写映画版のキャストも一部出演する[347]。
  - 【警察】テレビ朝日系「水曜21時」枠7月期作品として、同枠10年ぶりの新作で、福田靖のオリジナル脚本により、警視庁の実在組織「捜査支援分析センター（SSBC）」を舞台とした『大追跡〜警視庁SSBC強行犯係〜』を大森南朋、相葉雅紀（嵐）、松下奈緒のトリプル主演により放送開始[348][349]。共演に伊藤淳史、高木雄也（Hey! Say! JUMP）、足立梨花、丸山礼、野村康太、光石研、遠藤憲一、佐藤浩市ら[350][351]。
  - 【サイエンス・ミステリー】フジテレビ系「水10」枠7月期作品として、岩井圭也の同名小説を原作としたサイエンスミステリー『最後の鑑定人』を同局の連続ドラマ単独初主演となる藤木直人により放送開始。共演に白石麻衣[352]、迫田孝也、中沢元紀、阿部亮平、栗原類ら[353]。
  - 【訃報】10歳の頃から子役として活動を始め、女優・映画プロデューサーの水の江滝子（2009年没）に見いだされ日活の青春映画に多数出演し、吉永小百合や松原智恵子とともに「日活三人娘」と称され、日活がロマンポルノ路線に移行してからはテレビドラマに活動の場を移して数多くの作品に出演、ヤマト運輸のCMキャラクターを務めたことでも知られたほか、1989年には日本人女性として初めて北極点に到達するなど冒険家としても知られた冒険家・女優の和泉雅子がこの日、原発不明がんのため東京都内の自宅で死去（77歳没）。訃報は18日に明らかになった[354]。
- 10日 - 【恋愛】フジテレビ系「木曜劇場」枠7月期作品として、井上由美子のオリジナル脚本による『愛の、がっこう。』を放送開始[355][356]。主演は木村文乃、共演にラウール（Snow Man）、田中みな実、中島歩、りょう、筒井真理子、酒向芳、沢村一樹、坂口涼太郎、味方良介ら[357]。
- 11日
  - 【検察・ミステリー】テレビ東京系「ドラマ9」枠7月期作品として、中山七里の同名小説シリーズを原作とした『能面検事』を上川隆也の主演により放送開始（初回は15分拡大で放送）[358][359]。共演に吉谷彩子、観月ありさ、寺脇康文ら[360]。
  - 【復讐劇・BS】WOWOWプライム「連続ドラマW-30」枠で、桜井美奈の同名小説をテレビドラマ化した『殺した夫が帰ってきました』を放送開始（全6話、 - 8月15日）[361]。主演は山下美月、共演に萩原利久ら。
- 12日
  - 【サスペンス・アクション】日本テレビ系「土曜ドラマ」枠7月期作品として、過去に同枠で放送された『大病院占拠』（2023年1月期）および『新空港占拠』（2024年1月期）に次ぐ『占拠シリーズ』第3作となる『放送局占拠』を放送開始（初回は10分拡大で放送）[362][363][364]。主演は過去2作に引き続き櫻井翔（嵐）。共演にソニン、比嘉愛未、瀧内公美、ぐんぴぃ（春とヒコーキ）[365]、高橋克典、加藤清史郎、曽田陵介、吉田芽吹ら[366]。
  - 【訃報】高校卒業後の1966年に東宝演劇部に入り、1968年に『兄貴の恋人』で映画デビューし、1969年10月 - 1970年8月にTBS系で放送の『サインはV』では主人公のライバル・椿麻理役を演じて人気を博し、以来多くの映画やテレビドラマに出演、私生活では俳優の三田村邦彦と1980年に結婚し、3人の子をもうけるも1999年に離婚したことでも知られる、俳優の中山麻理（旧芸名：麻里）がこの日、東京都内の病院で死去（77歳没）。22日に三男の中山麻聖（俳優）が書面で公表した物で、関係者によれば前年末より体調不良を訴え、闘病生活を送っていたという[367]。
- 13日 - 【医療】TBS系「日曜劇場」枠7月期作品として、富士屋カツヒトの漫画『19番目のカルテ 徳重晃の問診』を原作とした『19番目のカルテ』を同枠には7年ぶりの主演を務める松本潤（嵐）により放送開始[368]。松本は舞台となる魚虎（うおとら）総合病院の総合診療医・徳重晃役を[369][370]、また小芝風花が同病院の新米整形外科医・滝野みずき役を演じるほか[371]、新田真剣佑、木村佳乃、田中泯[372]、岡崎体育、池谷のぶえ、ファーストサマーウイカ、津田寛治、生瀬勝久らが出演[373]。
- 14日
  - （13日深夜）【恋愛・東京都】TOKYO MX1月曜（日曜深夜）1時5分枠で、おげれつたなかの同名漫画を原作とした『恋愛ルビの正しいふりかた』を高橋幹子の脚本、岩橋玄樹と相馬理の主演により放送開始（全8話、 - 9月1日（8月31日深夜）予定）。共演に朝日ななみ、江守沙矢、中井大、窪田彩乃ら。また岩橋はエンディング曲も担当する[374][375]。
  - 【学園・法曹界】関西テレビ制作・フジテレビ系「月10」枠7月期作品として、大森美香のオリジナル脚本による『僕達はまだその星の校則を知らない』を放送開始[376]。主演は磯村勇斗、共演に堀田真由、稲垣吾郎、平岩紙、市川実和子、坂井真紀、尾美としのり、木野花、光石研ら[377]。
- 17日
  - 【サスペンス】テレビ朝日系「木曜ドラマ」枠7月期作品として、大石静のオリジナル脚本により「マリッジ・サスペンス」をテーマとした『しあわせな結婚』を阿部サダヲと松たか子のダブル主演により放送開始（初回は6分拡大放送）[378]。阿部は独身貴族を貫く弁護士役、松は電撃結婚した私立高校の美術教師役をそれぞれ演じる[379]。共演に板垣李光人、段田安則、杉野遥亮ら[380][381][382][383]。また、同作はNetflixで世界同時配信される。
  - 【訃報】子役を経て1991年にテレビ朝日系（東映制作）『鳥人戦隊ジェットマン』[注 24]で本名名義でデビュー。1994年の同系『大家族ドラマ 嫁の出る幕』から芸名を『遠野凪子』（とおの・なぎこ）に改めて本格的に女優活動を始め、1999年上半期のNHK連続テレビ小説『すずらん』では主演を務め、その後も数々の映画やテレビドラマ作品に出演。2010年に現在の芸名に改めてからもテレビ東京系『経済ドキュメンタリードラマ ルビコンの決断』（2010年5月20日放送）などの作品に出演、またバラエティ番組などにも積極的に出演するなど幅広く活動していた女優の遠野なぎこ（本名：青木秋美＝あおき・あきみ）が死去していたことがこの日、公式ブログにて親族により報告された[注 25] [384][385]。なお、ブログを更新した遠野の親族からは「事故死であるとの判定が警察により行われている」ことを明らかにしている[384][385]。
- 18日 - 【不倫】テレビ朝日系「金曜ナイトドラマ」枠7月期作品として、 鈴木おさむのオリジナル脚本による「奪い愛」シリーズの8年ぶりの新作『奪い愛、真夏』を放送開始[386]。主演は松本まりか、共演に安田顕（TEAM NACS）、高橋メアリージュン、森香澄ら[387][388]。
- 22日
  - （21日深夜）【刑事・近畿広域圏】読売テレビ「ドラマDiVE」枠7月期作品として、『FOGDOG』を放送開始[389]。主演は平祐奈と丸山隆平。
  - 【時代劇・SP・大分県】テレビ大分（TOS、日本テレビ系・フジテレビ系クロスネット）開局55周年記念として、赤神諒の同名小説を原作に、地元大分県を舞台とした時代劇『はぐれ鴉（がらす）』を制作・放送（19時 - 21時）。主演を神尾楓珠が務め、共演に椎名桔平、山本千尋、森田甘路、財前直見、高岸宏行（ティモンディ）、マキタスポーツ、高橋英樹ら。大分県での放送後、順次日本各地の他、日本BS放送（BS11）、CS放送・時代劇専門チャンネルでも放送される[390][391][392]。
  - 【警察】フジテレビ系「火9」枠7月期作品として、徳尾浩司のオリジナル脚本により、警察のおとり捜査を題材とした『スティンガース 警視庁おとり捜査検証室』を森川葵の主演により放送開始（初回は15分拡大で放送）。共演に藤井流星、本郷奏多、玉山鉄二、志田彩良、井内悠陽、杉本哲太ら[393][394]。
  - 【訃報】長野県松本県ヶ丘高校を卒業後に上京し、職を転々とした後に労音勤務をきっかけに歌手としてデビューし、1972年のフジテレビ系『木枯し紋次郎』（主演：中村敦夫）の主題歌「だれかが風の中で」を歌唱、また自身も俳優としてNHK総合『寺島町奇譚』（1976年）やTBS系『3年B組金八先生』シリーズなど数多くのテレビドラマ作品に出演、その他にも舞台俳優としても活動した歌手・俳優の上條恒彦がこの日、老衰のため死去（85歳没）。訃報は8月1日未明に明らかにされた[395]。
- 23日（22日深夜） - 【極道・ラブストーリー】毎日放送・TBS「ドラマイズム」枠で、真霜ナオ（原作）・@R（作画）の漫画『極道上司に愛されたら〜冷徹カレとの甘すぎる同居〜』を基にした『極道上司に愛されたら』を放送開始（全8話、 - 9月10日（9日深夜）予定）。素性を隠した冷徹上司であり戸極道の若頭という裏の顔を持つ小田切蓮役を戸塚祥太（A.B.C-Z）、心に傷を負った部下・菅原真琴役を紺野彩夏がそれぞれ演じる[396][397]。

### 8月
- 1日（7月31日深夜） - 【恋愛・中京広域圏】CBCテレビ金曜（木曜深夜）0時58分枠で「ドラマトリップ」を新設。第1弾作品としてヤチナツの同名漫画を原作とした『もしも世界に「レンアイ」がなかったら』を島崎遥香の主演により放送開始。共演にISSEIら[398]。
- 5日 - 【訃報】鹿児島県・鹿屋中央高校から一卵性双生児の兄・亀山努（現・つとむ）と共に阪神タイガースの入団テストを受けるも不合格。その後はタレントに転身すると共に、俳優としても毎日放送制作・TBS系『ウルトラマンダイナ』のゴンドウ参謀役や同系『水戸黄門』、関西テレビ制作・フジテレビ系『裸の大将』（芦屋雁之助版）シリーズなどに出演。さらに2006年後期のNHK連続テレビ小説『芋たこなんきん』では奄美弁指導を担当していた亀山忍がこの日、腎臓がんのため死去（56歳没）。訃報は8日に明らかとなり、41歳の時に脳梗塞に罹患し、その後は人工透析を受けるなど闘病生活のため仕事をしていなかったという[399][400]。
- 22日（予定） - 【刑務所・ヒューマン・BS】WOWOWプライム「連続ドラマW-30」枠で、桜井美奈の同名小説を原作とし、女子刑務所の中にある美容室を舞台にした『塀の中の美容室』が放送開始予定。主演は奈緒、共演に夏帆、成海璃子、光石研、小林聡美ら[401][402]。
- 30日（予定） - 【ヒューマン・SP】日本テレビ系『24時間テレビ48-愛は地球を救う-』内で放送されるドラマスペシャルにおいて、女優・タレントの黒柳徹子の短編集『トットの欠落帖』を基にした『トットの欠落青春記』を放送予定。徹子役を芦田愛菜、徹子の母親・黒柳朝役を尾野真千子が[403][404][405]、徹子の父親・黒柳守綱役を小澤征悦がそれぞれ演じる[406]。

### 9月
- 7日（予定） - 【特撮】テレビ朝日系・東映製作の老舗特撮シリーズ「仮面ライダーシリーズ」の最新作『仮面ライダーゼッツ』を放送開始予定（ - 2026年8月予定）。今作は夢の中に潜入するエージェントがミッションを遂行するストーリーとなっており、今回がテレビドラマ初主演となる今井竜太郎（俳優・モデル）が演じる主人公・万津莫（よろず・ばく）が変身する仮面ライダーゼッツは、これまで腰に巻かれてきた変身ベルトを初めて胸に巻く形式となっている[407][408]。
- 8日（予定） - 【帯・宇宙・天体】NHK総合「夜ドラ」枠で、武田雄樹のオリジナル脚本による『いつか、無重力の宙で』を放送開始予定[409]。主演は木竜麻生と森田望智。
- 12日（11日深夜、予定） - 【コメディ】テレビ東京系「木ドラ24」枠で、9月2日にメジャーデビューしたばかりの7人組アイドルグループ・THE SUPER FRUIT主演で、全編を韓国で撮影したコメディ『サムギョプサルですが』を放送開始予定（全4話、 - 10月3日（2日深夜）予定。BSテレ東（2K・4K）でも放送）[410]。
- 14日（予定） - 【ミステリー・BS】WOWOWプライム「ドラマW」枠にて、芦沢央の小説『夜の道標』をテレビドラマ化した『夜の道標 -ある容疑者を巡る記録-』を放送開始予定[411][412]。主演は吉岡秀隆。
- 17日（16日深夜、予定） - 【ラブストーリー】毎日放送・TBS「ドラマイズム」枠で、幸田もも子の同名漫画を原作とし、本年公開された実写映画版の続編『君がトクベツ』を放送開始予定[413]。主演は実写映画版に引き続き畑芽育と大橋和也（なにわ男子）。
- 23日（予定） - 【時代劇・SP・BS】BS朝日（2K・4K）で、海老沢泰久の同名短編小説を原作に、水谷豊が悪を成敗する隠居した旗本・日向半兵衛に扮し、2017年から年1回放送されているスペシャル時代劇の最新作で今作が第9弾となる『無用庵隠居修行9』を放送予定（19時 - 20時54分）。過去作に引き続き半兵衛の妻・松田奈津役の檀れい、半兵衛の用人・勝谷彦之助役の岸部一徳も出演[414]。
- 29日（予定） - 【朝ドラ】NHK連続テレビ小説の2025年後期の作品（NHK大阪放送局制作）として、島根県松江市を舞台に、小泉八雲ことラフカディオ・ハーン（1850年 - 1904年）の妻・小泉セツ（1868年 - 1932年）をモデルとし、ふじきみつ彦のオリジナル脚本による『ばけばけ』を放送開始予定[415][416]。セツをモデルとしたヒロインの松野トキ役を髙石あかりが[417]、八雲をモデルとしたヘブン役をイングランド出身のミュージシャンであるトミー・バストウが演じる[418]ほか、トキの父親・松野司之介役を岡部たかし、トキの母親・松野フミ役を池脇千鶴、トキの祖父・松野勘右衛門役を小日向文世[419]、さらに島根県知事役を地元松江出身の佐野史郎、トキのお見合い相手役を寛一郎[注 26]がそれぞれ演じる[420]。
- 30日（予定） - 【ヒューマン】NHK総合「ドラマ10」枠にて、片野ゆかの漫画『平成犬バカ編集部』をテレビドラマ化した『シバのおきて〜われら犬バカ編集部〜』を放送開始予定[421]。主演は大東駿介、共演に飯豊まりえら。
- 月内予定 - 【ヒューマン】前年10月期に日本テレビ系「土ドラ9」枠で松下洸平主演で放送された『放課後カルテ』が一夜限りのスペシャルドラマとして復活、タイトルを『放課後カルテ2025秋』として放送予定。今作は脚本をひかわかよが手掛ける[422][423]。

### 10月
- 2日（1日深夜、予定）
  - 【BL・ラブストーリー】テレビ東京系『水ドラ25』10月期作品として、前年4月期に「木ドラ24」枠で放送された『25時、赤坂で』の続編『25時、赤坂で Season2』が放送開始予定。主演は前作に引き続き、羽山麻水役を駒木根葵汰が、白崎由岐役を新原泰佑がそれぞれ務める[424][425]。
  - 【酒・紀行・BS】BSテレ東（2K・4K）木曜0時（水曜24時）枠で、新久千映の同名漫画を原作とし、武田梨奈が様々な酒場をさすらい、ひとり酒を楽しむOL・村崎ワカコ役を演じる『ワカコ酒』のSeason9を放送開始予定。本シリーズでは、北海道や福島県に加え、動物園でロケが実施されている[426]。
- 6日（予定） - 【ミステリー】テレビ東京系「ドラマプレミア23」枠10月期作品として、此元和津也のオリジナル脚本により、町の小さなバーガーショップを舞台に、そこで発生した不可解な強盗事件を契機に日常が少しずつゆがみ始める光景を描いた『シナントロープ』を放送開始予定（全12話、 - 12月22日予定）。主演は水上恒司と山田杏奈、共演に坂東龍汰、影山優佳、望月歩、鳴海唯ら[427][428]。
- 7日（予定） - 【警察・クライム】フジテレビ系「火9」枠10月期作品として、吉川英梨の同名の推理小説のシリーズを原作とし、東京の湾岸エリアに2008年まで実在した東京水上署[注 27]を舞台とした『新東京水上警察』を放送開始予定。主演は2005年7月期の『海猿』以来同局の「火9」枠のドラマに20年ぶりに出演する佐藤隆太が務め、共演に加藤シゲアキ（NEWS）、山下美月[429][430]、山口紗弥加、中尾明慶、齋藤璃佑、皆川猿時、椎名桔平ら[431]。
- 8日（7日深夜、予定） - 【ゴシップ】TBS「ドラマストリーム」枠で、大崎梢の同名小説を原作とし、週刊誌への異動を命じられた入社2年目の大手出版社の女性社員が主人公の『スクープのたまご』が放送開始予定。主演は奥山葵が務める[432]。
- 9日（8日深夜、予定） - 【恋愛】テレビ東京系「ドラマNEXT」枠10月期作品として、東ゆき・森永いと原作で、2023年10月期に同枠で放送された鈴木愛理主演による『推しが上司になりまして』の第2弾作品となる『推しが上司になりまして フルスロットル』を放送開始予定。今作は原作とは異なり、ドラマオリジナルストーリーで展開されるほか、相手役は年下の俳優を起用する予定[433]。
- 14日（13日深夜、予定） - 【ファンタジー】テレビ大阪の制作で、片山愁とヨダカケイの同名漫画を原作に、アンティーク雑貨店を舞台にした『不条理雑貨店 UNREAL』が放送開始予定。主演は染谷俊之と小西詠斗が務める。なお、このドラマはテレビ愛知とBSテレ東にも放送される[434]。
- 19日（18日深夜、予定） - 【学園・ラブストーリー・近畿広域圏】朝日放送テレビで、隠木鶉の同名小説を原作とし、平凡な男子高校生とスクールカーストの最高位で嫉妬が深い男子が主人公の「学園格差ラブストーリー」がコンセプトになっている『修学旅行で仲良くないグループに入りました』が放送開始予定。主演は藤本洸大と簡秀吉[435]。
- 月内予定 
  - 【ヒューマン】関西テレビ制作・フジテレビ系「月10」枠10月期作品として、高橋美幸のオリジナル脚本により、民放の連ドラおよび同枠のドラマには約2年半ぶりの主演を務める草彅剛が遺品整理人役を演じる『終幕のロンド -もう二度と、会えないあなたに-』を放送開始予定[436][437]。共演に草彅の所属事務所の後輩で、ドラマ初出演となる小澤竜心の他、中村ゆり、国仲涼子、塩野瑛久、八木莉可子、小柳ルミ子、中村雅俊、風吹ジュンら[438]。
  - テレビ朝日系
    - 【ラブストーリー】朝日放送テレビ制作「日曜22時枠」10月期作品として、冬野夜空の同名短編集をテレビドラマ化した『すべての恋が終わるとしても』を放送開始予定。主演は葵わかなと神尾楓珠[439]。
    - 【刑事・警察・クライム】「木曜ドラマ」枠10月期作品として、天海祐希扮するたたき上げの取調官が主人公の『緊急取調室』の第5シリーズが放送開始予定。なお、この第5シリーズのストーリーは、公開日が12月26日に延期となった『劇場版「緊急取調室 THE FINAL」』と連動する形で展開する[440]。
    - 【ヒーロー】「火曜21時枠」10月期作品として、野木亜紀子のオリジナル脚本により、どん底サラリーマンが世界を救う仕事を任せられる光景を描いた『ちょっとだけエスパー』を大泉洋の主演で放送開始予定[441]。

  - TBS系
    - 【ロマンス・コメディ】「火曜ドラマ」枠10月期作品として、谷口菜津子の同名漫画を原作とした『じゃあ、あんたが作ってみろよ』を夏帆と竹内涼真のダブル主演で放送開始予定[442]。共演に中条あやみ、ラランド・サーヤら[443][444]。
    - 【ヒューマン・受験】「金曜ドラマ」枠10月期作品として、「母親なりすまし契約」を契機に、ウソとトラブルだらけの顛末を描いた『フェイクマミー』を波瑠と川栄李奈のダブル主演により放送開始予定[445]。共演に向井康二（Snow Man）、中村蒼ら[446][447]。
    - 【ヒューマン・競馬】「日曜劇場」枠10月期作品として、2019年度のJRA賞馬事文化賞を受賞した早見和真の同名小説を原作とした『ザ・ロイヤルファミリー』を妻夫木聡[注 28]の主演により放送開始予定。本作は日本中央競馬会（JRA）の全面協力により制作される[448][449]。共演に佐藤浩市、同枠初出演となる松本若菜ら[450]。

  - 【BL】日本テレビ系「日曜ドラマ」枠10月期作品として、松本優紀のオリジナル脚本による『ぼくたちん家』を放送開始予定[451]。主演は及川光博、共演に7年ぶりのドラマ出演となる手越祐也ら[452]。

### 12月
- 月内予定 - 【サイエンス・ヒューマン】NHK総合で、ラジオ放送開始100周年を記念した特集ドラマ『火星の女王』を菅田将暉とオーディションで選出された台湾出身の女優・スリ・リンのダブル主演により放送予定[453][454]。

### 年内
- 秋（予定）
  - 【恋愛・BS】WOWOWで、咲坂伊緒の同名漫画を原作とし、2015年には福士蒼汰と有村架純主演で映画化もされた『ストロボ・エッジ』を福本莉子と高橋恭平（なにわ男子）のダブル主演により放送開始予定[455]。
  - 【帯・ヒューマン】NHK総合「夜ドラ」の秋の作品として、真造圭伍の同名漫画をテレビドラマ化した『ひらやすみ』が放送開始予定。主演は岡山天音、共演に森七菜、吉岡里帆ら[456][457]。

### 2026年以降のテレビドラマに関する情報
- 【大河ドラマ】2026年放送予定のNHK大河ドラマ第65作として、豊臣秀吉の弟・秀長を主人公に兄弟の下剋上の物語を描く『豊臣兄弟!』（脚本：八津弘幸）を制作し放送予定。秀長役を仲野太賀が演じる[458]。
- 【朝ドラ】
  - NHK連続テレビ小説第114作として、田中ひかるの作品『明治のナイチンゲール 大関和物語』をモチーフに、日本初の近代看護師大関和と鈴木雅の奮闘を描く『風、薫る』（脚本：吉澤智子）を放送予定。主演は見上愛と上坂樹里[459][460][461]。
  - NHK連続テレビ小説第115作として、小説家・宇野千代をモデルとした『ブラッサム』（脚本：櫻井剛）を放送予定。主演は石橋静河[462]。
- TBS系
  - 【コメディ・SP】2024年1月期に「金曜ドラマ」枠で宮藤官九郎脚本、阿部サダヲ主演で放送され話題作となった『不適切にもほどがある!』が2026年春にスペシャルドラマとして復活、放送予定。阿部の他、吉田羊、仲里依紗、河合優実、磯村勇斗らも再集結する[463][464]。
  - 【サスペンス】2023年7月期に「日曜劇場」枠で放送され大ヒットとなった『VIVANT』の続編放送が決定し2026年に同枠で放送予定。続編放送は6月11日放送の同系情報番組『THE TIME,』でゲストとして出演した同ドラマで主演を務めた堺雅人によって発表された[465]。
  - 【音楽】1月期の「金曜ドラマ」枠で、業界を追放された日本人の男性プロデューサーと韓国にある弱小の芸能事務所に所属している7人の落ちこぼれの練習生をメインキャストに、K-POPの業界を舞台に展開される『DREAM STAGE』を放送予定[466]。
- 【歴史ドラマ・BS】WOWOWで、北方謙三の人気ベストセラー小説を原作とした『北方謙三 水滸伝』を織田裕二と反町隆史の主演、また若松節朗をチーフ監督に迎えて連続ドラマとして2026年に放送予定[467]。

## 2025年のテレビドラマ

### 日本テレビ系の主なテレビドラマ
- ノンレムの窓 2025・新春 - 制作協力：ソケット、製作著作：日本テレビ（公式サイト）[468][469]
  - 1月5日
  - 原案・窓先案内人[注 29]：バカリズム
  - 脚本：「前の車を追ってください」 バカリズム / 「よーい、フィクション!」 竹村武司
  - 総合演出：内田秀実
  - 監督：「前の車を追ってください」 狩山俊輔 / 「よーい、フィクション!」 内田秀実
  - 出演：「前の車を追ってください」 古田新太、中村倫也、梶原善 / 「よーい、フィクション!」 原田泰造（ネプチューン）、小雪、小手伸也 / 斉藤由貴（声のみ）、他

- 放課後カルテ2025秋 - 制作協力：オフィスクレッシェンド、製作著作：日本テレビ（公式サイト）[422][423]
  - 9月予定
  - 原作：日生マユ『放課後カルテ』（講談社「BE・LOVE」所蔵）
  - 脚本：ひかわかよ
  - 演出：鈴木勇馬
  - 出演：松下洸平、他

### テレビ朝日系の主なテレビドラマ
- テレビ朝日ドラマプレミアム 新・暴れん坊将軍 - 制作：テレビ朝日・東映（公式サイト）[11][13][14][15][470]
  - 1月4日
  - 脚本：大森美香
  - 監督：三池崇史
  - 出演：松平健、西畑大吾（なにわ男子）、小澤征悦、藤間爽子、木村了、駒木根葵汰、内藤秀一郎、勝村政信、小野武彦、高島礼子、生瀬勝久、GACKT、神保悟志、本田博太郎、寺田心、千葉繁（ナレーション）、他

- テレビ朝日ドラマプレミアム 山崎豊子生誕100年記念 花のれん - 制作：テレビ朝日・東映（公式サイト）[135][136]
  - 3月8日
  - 原作：山崎豊子（新潮文庫）
  - 脚本：吉田紀子
  - 監督：竹園元
  - 出演：北川景子、伊藤英明、上川隆也、ミルクボーイ、月亭方正、馬場園梓、泉ピン子、甲本雅裕、玉山鉄二、渋谷凪咲、坂東龍汰、笹野高史、吹越満、大下容子（テレビ朝日アナウンサー、ナレーション）、他

- 第23回テレビ朝日新人シナリオ大賞 スプリング! - 制作協力：ノックアウト、制作著作：テレビ朝日（公式サイト）
  - 3月21日
  - 脚本：松下沙彩
  - 演出：籔下雷太
  - 出演：井上和（乃木坂46）、藤岡真威人、松本麗世、芝大輔（モグライダー）、駿河太郎、他

- テレビ朝日ドラマプレミアム 看守の流儀 - 制作：テレビ朝日・東映（公式サイト）
  - 6月21日
  - 原作：城山真一（宝島社刊）
  - 脚本：橋本裕志
  - 監督：深川栄洋
  - 出演：竹内涼真、木村文乃、北村一輝、星野真里、小沢真珠、渡辺大、寺島進、内藤剛志、柄本明、他

#### 系列局ローカル（テレビ朝日系）
北海道テレビ
- HTBドラマ ススキノ・インターン〜マーケ学生ユキナの、スナック立て直し記〜 - 制作著作：北海道テレビ・博報堂DYメディアパートナーズ（公式サイト）[471]
  - 3月23日（22日深夜）・24日（23日深夜）・30日（29日深夜）・31日（30日深夜、全4回）
  - 脚本：政池洋佑
  - 演出：畔柳恵輔
  - 出演：加藤小夏、大塚寧々、酒井若菜、渡辺いっけい、宇梶剛士、真矢ミキ、千堂あきほ、藤尾仁志（オクラホマ）、他、

朝日放送テレビ
- スペシャルドラマ あの夜をすくいに - 制作協力：FAB、制作著作：朝日放送テレビ（公式サイト）
  - 3月29日（28日深夜）
  - 脚本：弥重早希子
  - 監督：森本晶一、佐藤快磨
  - 出演：村川絵梨、大東駿介、細川岳、岡本望来、木下琉維、荻野祐輔、小林きな子、他

### TBS系の主なテレビドラマ
- 新春スペシャルドラマ スロウトレイン - 製作著作：TBS（公式サイト）[4]
  - 1月2日
  - 脚本：野木亜紀子
  - 演出：土井裕泰
  - 出演：松たか子、多部未華子、松坂桃李、星野源、チュ・ジョンヒョク、松本穂香、池谷のぶえ、飯塚悟志（東京03）、古舘寛治、倉悠貴、宇野祥平、菅原大吉、中村優子、毎田暖乃、リリー・フランキー、井浦新、他

- 山田洋次×石井ふく子 ドラマ特別企画 わが家は楽し - 製作著作：TBS（公式サイト）[141][143]
  - 3月13日
  - 作・脚本：山田洋次
  - 脚本：房俊介
  - プロデュース：石井ふく子、山崎恆成
  - 演出：清弘誠
  - 出演：小日向文世、戸田恵子、髙橋海人（King & Prince）、桜井ユキ、山田杏奈、えなりかずき、三田佳子、岩崎加根子、角野卓造、YOU、井上順、村田雄浩、キムラ緑子、他

### テレビ東京系の主なテレビドラマ
- 山田全自動の福岡暮らし - 制作：VSQ、製作著作：TVQ九州放送（公式サイト）
  - 3月20日
  - 原作：山田全自動「山田全自動の福岡暮らし」
  - 脚本：川原豪介（ブルーリバー）
  - 監督：太田裕一
  - 出演：中村蒼、大野いと、田口浩正、寺門ジモン（ダチョウ倶楽部）、田中要次、他

- テレビ東京開局60周年特別企画ドラマスペシャル 晴れたらいいね - 制作協力：テレパック、製作著作：テレビ東京・BSテレ東（公式サイト）
  - 3月30日
  - 原作：藤岡陽子（光文社文庫）
  - 脚本：岡田惠和
  - 監督：深川栄洋
  - 出演：永野芽郁、芳根京子、萩原利久、江口のりこ、稲垣吾郎、藤間爽子、豊嶋花、富山えり子、うらじぬの、白本彩奈、宮澤美保、高橋努、倍賞美津子、吉行和子、他

- ドラマスペシャル TOKAGE 警視庁特殊犯捜査係 - 製作：テレビ東京、BSテレ東、UNION（公式サイト）
  - 6月30日
  - 原作：今野敏（朝日文庫）
  - 脚本：安井国穂
  - 監督：権野元
  - 出演：反町隆史、栗山千明、竜星涼、正名僕蔵、国広富之、波岡一喜、吹越満、椎名桔平、他

- 架空名作劇場 人情刑事 呉村安太郎 - 制作協力：フィルムエストTV、テレビ朝日映像（VIVIA）、制作：テレビ東京[472][473][474]
  - 8月12日（11日深夜）・19日（18日深夜）、「ドラスティックマンデー」枠で放送）
  - 脚本：前田知礼
  - 監督：西井紘輝
  - 出演：平子祐希（アルコ&ピース）、友近、ファーストサマーウイカ、前原瑞樹

### フジテレビ系の主なテレビドラマ
- 告知事項あり。〜その事故物件で起きること〜 - 制作著作：フジテレビ（公式サイト）
  - 3月7日・14日
  - 原作：児玉和俊（イマジカインフォス）
  - 脚本：市川貴幸
  - 脚本協力：銀次郎、久望蜜
  - 演出：森脇智延
  - 出演：岩瀬洋志、齊藤なぎさ、三浦真椰、宮世琉弥、袴田吉彦、他

- 1995〜地下鉄サリン事件30年 救命現場の声〜 - 制作協力：共同テレビ、制作著作：フジテレビ（公式サイト）[145][146][475]
  - 3月21日
  - 企画・プロデュース：山﨑貴博
  - 脚本：国井桂
  - 演出：都築淳一
  - 出演：津田健次郎、桜井日奈子、泉澤祐希、味方良介、石川恋、結木滉星、竹財輝之助、飯田基祐、山崎樹範、湯浅真由美（ナレーション）、他

- 土ドラ特別企画 介護スナック ベルサイユ - 制作著作：東海テレビ（公式サイト）[476]
  - 3月22日・29日
  - 原作・脚本：清水有生
  - 演出：六車俊治
  - 出演：尾碕真花、宮崎美子、笛木優子、木村了、片岡信和、清田みくり、吉原怜那（ダウ90000）、田島令子、夏樹陽子、草村礼子、小野武彦、萬田久子、石倉三郎、他

#### 系列局ローカル（フジテレビ系）
東海テレビ
- 江南市制70周年記念ドラマ ようこそ家族のかたち - 制作：東海テレビ・FCC（公式サイト）
  - 1月5日（中京広域圏ローカル）
  - 脚本：遠山絵梨香
  - 演出：小林和紘
  - 出演：瀬口黎弥（FANTASTICS）、池田朱那、遊井亮子、みのすけ、宇原雄飛（THE JET BOY BANGERZ）、Mr.シャチホコ、神原真理、黒木瞳、他

テレビ熊本
- テレビ熊本ドキュメンタリードラマ 郷土の偉人シリーズ 第32作 夏目漱石〜吾輩が愛した肥後の国より〜 - 製作著作：テレビ熊本（公式サイト）[477]
  - 1月19日（FNS九州7局ブロックネット）
  - 企画：熊本市
  - 総合演出：高津孝幸
  - 出演：加藤シゲアキ（NEWS）、北乃きい、今井悠貴、北川拓実（少年忍者）、高橋曽良、池田彪馬（SUPER★DRAGON）、山崎銀之丞、竹財輝之助、他

### クロスネット局の主なテレビドラマ
テレビ大分
- TOS開局55周年記念 時代劇ドラマ はぐれ鴉 - 制作協力：東映京都撮影所、製作著作：テレビ大分・メディアプルポ（公式サイト）[390][391][392]
  - 7月22日（テレビ大分での放送日。以降各地、及び日本BS放送（BS11）、時代劇専門チャンネルで放送予定）
  - 原作：赤神諒「はぐれ鴉」（集英社刊）
  - 脚本：松下隆一
  - 監督：山下智彦
  - 出演：神尾楓珠、椎名桔平、山本千尋、森田甘路、財前直見、高岸宏行（ティモンディ）、マキタスポーツ、高橋英樹、他

### BS放送の主なテレビドラマ

#### BS朝日
- 4K時代劇スペシャル 無用庵隠居修行9 - 制作：テレビ朝日・BS朝日・松竹（公式サイト）[414]
  - 9月23日（予定）
  - 原作：海老沢泰久「無用庵隠居修行」（文春文庫）
  - 脚本：土橋章宏
  - 監督：吉川一義
  - 出演：水谷豊、檀れい、岸部一徳、榎木孝明、杉本哲太、田山涼成、中山忍、橋本マナミ、他

#### BS-TBS
- AI橋田壽賀子企画 渡る世間は鬼ばかり 番外編 - 制作著作：一般財団法人橋田文化財団（BS-TBSによる番組詳細）[255]
  - 5月11日
  - 出演：吉村涼、村田雄浩、安藤美優、村中暖奈、角野卓造（声のみ）、石坂浩二（ナレーション）、他